# Уголовное преследование Юлии Тимошенко (2011—2014)

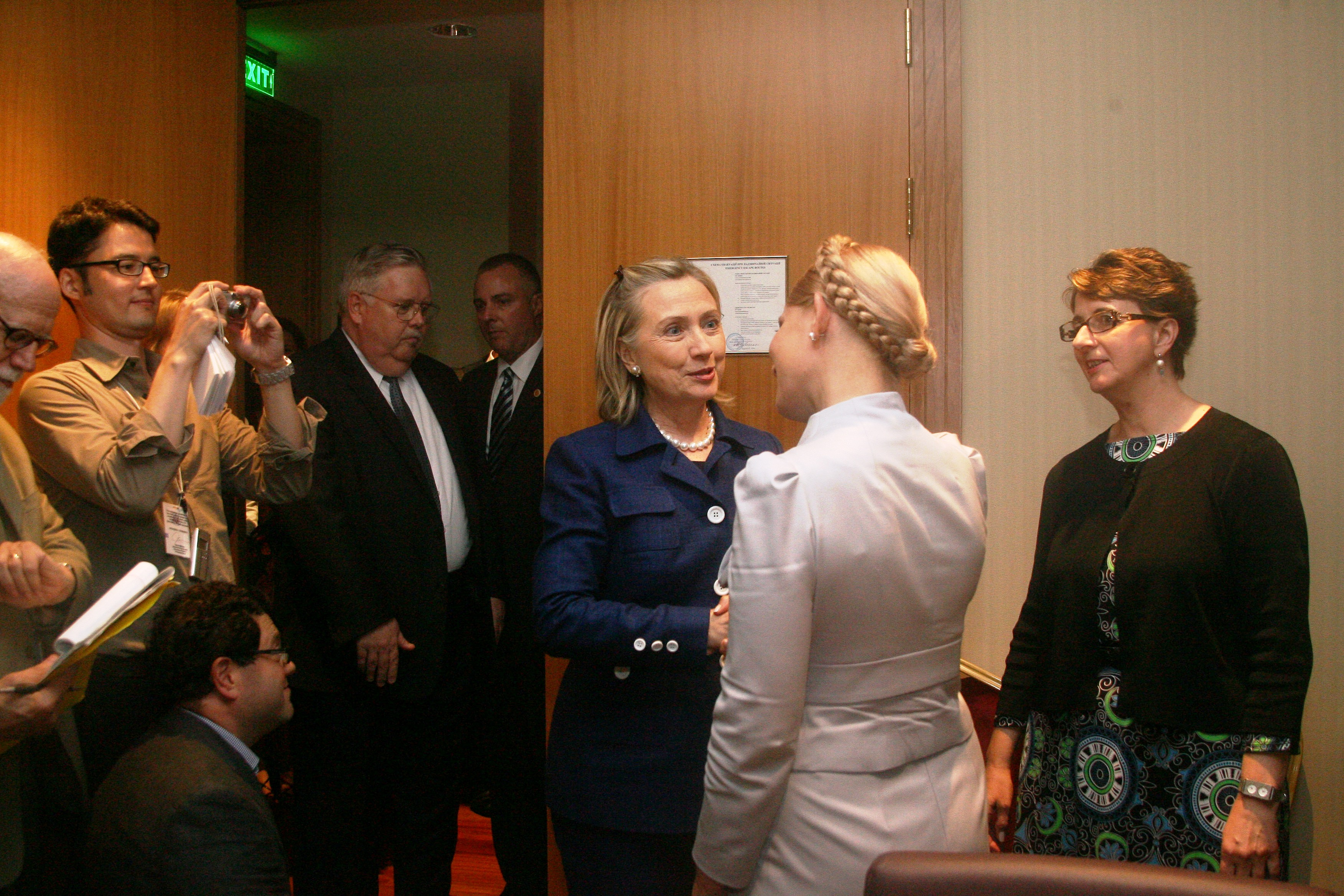
Встреча Ю. Тимошенко и госсекретаря США Хиллари Клинтон (Киев, 2 июня 2010)

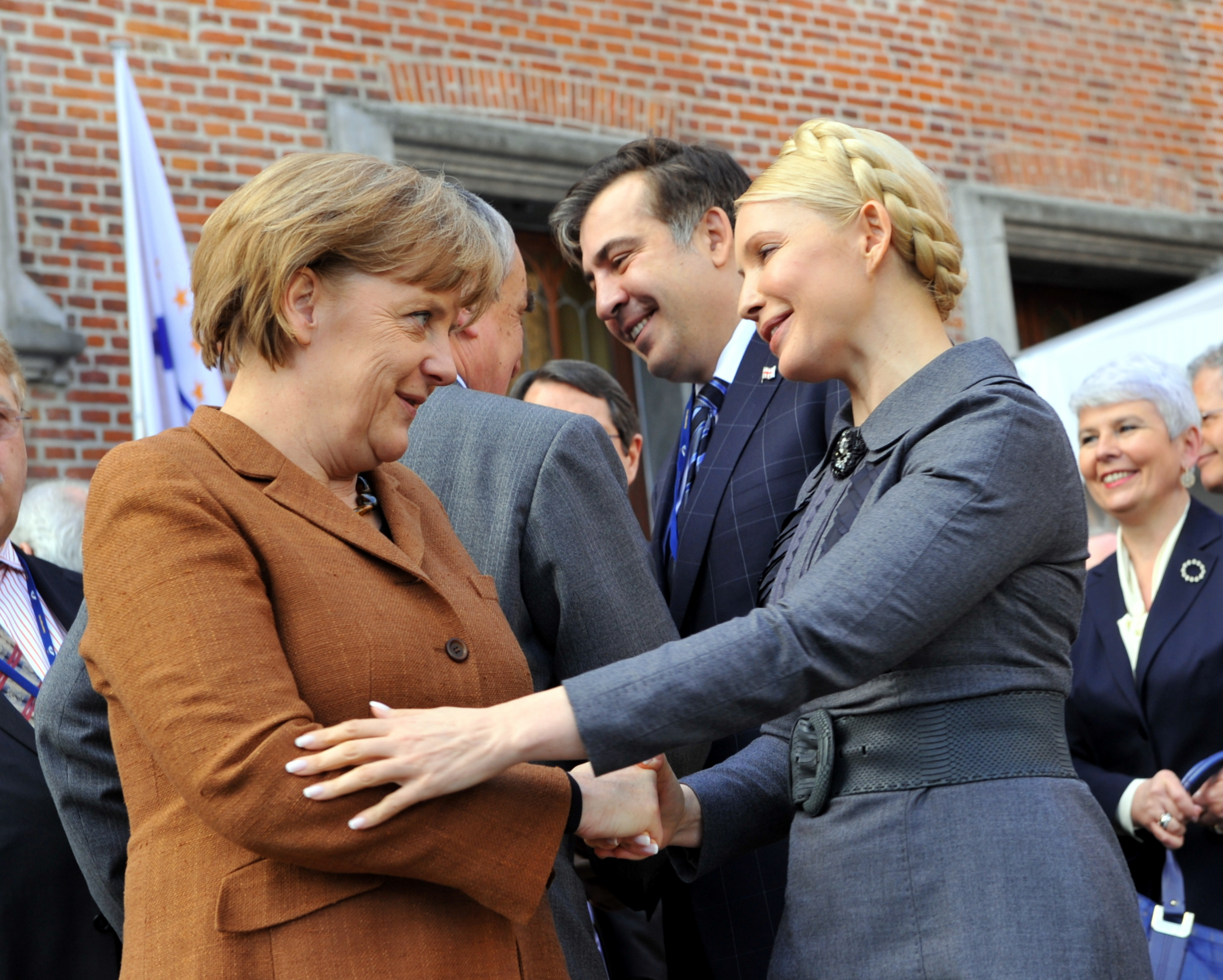
Юлия Тимошенко и канцлер ФРГ Ангела Меркель (на саммите «Европейской народной партии»). Брюссель, 24 марта 2011 года. Тимошенко смогла посетить этот саммит — благодаря заявлению сенатора Маккейна и лидера ЕНП Мартенса.

Уголовное преследование Юлии Тимошенко во время президентства Виктора Януковича — уголовное преследование бывшего премьер-министра Украины Юлии Тимошенко в период нахождения Виктора Януковича на посту Президента Украины. Было возбуждено несколько уголовных дел, начиная с мая 2010 года. Большинство из них возбуждено по результатам аудита деятельности второго правительства Тимошенко. Аудит проводила новая власть Виктора Януковича, к проведению проверки были привлечены две юридические фирмы из США. По всем этим делам генеральная прокуратура Украины не обвиняла Тимошенко в «расхищении или присвоении средств» — большинство дел основаны на обвинении в «превышении служебных полномочий».
Позиция МИД России по наиболее важному уголовному делу (о газовых соглашениях между Россией и Украиной в январе 2009): «Все „газовые“ соглашения 2009 года заключались в строгом соответствии с национальным законодательством двух государств». На протяжении 2010—2012 годов Европейский парламент принял шесть резолюций по Украине, в которых уголовные дела против Тимошенко (и десятков её соратников) охарактеризированы как «политически мотивированные» и «избирательное правосудие» — аналогичные заявления в этот период делали международные организации (секретариат ООН, ОБСЕ, ПАСЕ и т. д.), представители Евросоюза и Европарламента, правительства стран Запада, а также партия Тимошенко «Батькивщина» и другие оппозиционные партии Украины. Однако Генеральная прокуратура Украины и представители «Партии регионов» утверждают, что «политическая составляющая» отсутствует.
Также после прихода к власти Януковича (с мая 2010) были возбуждены уголовные дела в отношении десятков сторонников Тимошенко (министров и высших чиновников её правительства, народных депутатов, городских голов, общественных активистов), прокуратура не обвиняет их в получении взяток, в присвоении средств или имущества, а в основном они обвинены в «превышении служебных полномочий».

## Предыстория: уголовные дела в отношении Юлии Тимошенко (до 2010 года)
Уголовные дела против Юлии Тимошенко (в период до 2010 года) были заведены:
- В 2001 году (перед парламентскими выборами 2002 года): в январе — на Украине[12]; в августе 2001 г. — в России[12].
- В 2004 году (перед президентскими выборами 2004 года): в мае — на Украине; в сентябре 2004 г. — в России[12].

Касались эти дела деятельности компании «Единые энергетические системы Украины» в 1996—1997 годах. На Украине эти «дела ЕЭСУ» были закрыты в начале 2005 года; в России — в декабре 2005 года (по истечении срока давности).
В периоде после 2005 и до мая 2010 (в годы правления президента Ющенко) — против Ю. Тимошенко не было возбуждено новых уголовных дел.

## Заявление премьер-министра Николая Азарова об ущербе государству в размере 100 млрд гривен
28 апреля 2010 года премьер-министр Украины Николай Азаров заявил, что действия правительства Тимошенко нанесли ущерб государству в 100 млрд гривен, в связи с чем Тимошенко и должностные лица должны понести уголовную ответственность.

## Возобновление в мае 2010 года уголовного дела 2004 года об освобождении свекра
12 мая 2010 года было восстановлено уголовное дело 2004 года (закрытое ещё в 2004 году при президентстве Леонида Кучмы), по которому Ю. Тимошенко инкриминировали «попытку дачи взятки с целью освобождения её свекра» (именно «попытку», а не «факт взятки»).
По этому делу — Тимошенко впервые вызвали в Генпрокуратуру на 17 мая 2010. Суть указанного дела такова:
- В июне 2004 года (перед президентскими выборами) по телевидению Украины показали видео компромат: Ю. В. Тимошенко (с телохранителем) присутствует в офисе какого-то юриста (юрист сделал видеозапись), который обещал добиться пересмотра дела свекра Ю. В. Тимошенко. Тимошенко торопила этого юриста и возмущалась, что он взял крупную сумму денег, но ничего не сделал. Острота проблемы заключалась в том, что свёкор, будучи в заключении, перенёс микроинсульт. Именно на основании этой видеозаписи в мае 2004 года против Тимошенко было возбуждено уголовное дело по ч. 2 ст. 15 и ч. 1 ст. 369 Уголовного кодекса Украины — Тимошенко инкриминировали «попытку дачи взятки» с целью влияния на решение суда и освобождения из-под стражи сотрудников ЕЭСУ — Геннадия Тимошенко (свёкор Ю. Тимошенко) и Антонины Болюры (бухгалтер ЕЭСУ)[12].

Свёкор Тимошенко — Геннадий Тимошенко — умер в мае 2012 года. Тимошенко находилась в то время в заключении, и ей не дали возможности присутствовать на похоронах этого человека, которого Тимошенко называла «отец».

## Уголовные дела 2010—2011 гг. о «киотских деньгах» и о «машинах сельской медицины»

### Аудит КРУ Минфина и американской компании «Trout Cacheris, PLLC» (по заказу правительства Азарова)
5 мая 2010 правительство Николая Азарова приняло решение о привлечении компании «Trout Cacheris, PLLC» (Вашингтон) к проведению аудита Кабинета министров Юлии Тимошенко за 2007—2010 годы (в качестве субподрядчиков выступали ещё две фирмы: «Akim Gump» и агентство расследований «Kroll Inc»), за аудит этой компании планировалось заплатить около 10 млн дол.
15 октября 2010 года (после отмены Конституции Украины 30 сентября, и до местных выборов 31 октября) Кабмин Азарова (Контрольно-ревизионное управление Министерства финансов) окончило аудит правительства Тимошенко (к проверке были подключены две фирмы из США «Trout Cacheris» и «Akin Gump»; посольство США отмежевалось от этих фирм). По окончании аудита, КРУ Минфина Украины объявило о 43 млрд грн «злоупотреблений». Однако через месяц сумма сократилась в 15 раз, и оказалась не «хищениями», а перечисленными в Пенсионный фонд Украины средствами (320 млн евро), которые были получены от продажи Японии «квоты на выброс парниковых газов». Получение этих денег правительство Тимошенко считало своей заслугой, поскольку «продажа квоты на выброс парниковых газов» — была осуществлена на Украине впервые; и тем более в год «мирового экономического кризиса».
Были обнаружены два главных нарушения, на основании которых против Тимошенко были открыты два уголовных дела:
- 2 декабря 2010 Юлию Тимошенко впервые вызвали на допрос в Генеральную прокуратуру по «киотскому делу»[18][19]. Тимошенко обвинили в том, что 320 млн евро, которые Украина впервые получила от «продажи квоты на выброс парниковых газов» (квота продана Японии) были направлены в Пенсионный фонд (в кризисном 2009 году), а не на высадку лесов (как требует «Киотский протокол)»[20];
 30 декабря 2010 (накануне Нового года) её допрашивали в течение 12 часов (с 12:00 до 24:00)[21].
- 27 января 2011 открыто дело о «закупке тысячи автомобилей Opel Combo» для нужд сельской медицины в конце 2009 года (Тимошенко обвинили в том, что закупку этих машин не предусматривал госбюджет 2009 года). Машины были поставлены из Австрии в кредит, с оплатой в 2010 году, по цене 12.5 тыс. евро (цена не вызывала претензий). Тимошенко предъявили обвинение по ч. 3 ст. 365, ч. 2 ст. 364, ч. 2 ст. 210 Уголовного кодекса Украины (превышение служебных полномочий; нарушение бюджетного законодательства; злоупотребление служебным положением, приведшее к тяжким последствиям)[20].

По этим делам — Генеральная Прокуратура не обвиняет Ю. В. Тимошенко в хищении денег или причинении ущерба, базой обвинения является нецелевое использование средств.
7 августа 2014 председатель Госказначейства Украины Татьяна Слюз подтвердила, что правительство Тимошенко никогда не тратило «киотских денег», они находились на спецсчетах и в 2010 были переданы правительству Януковича.
По приобретению автомобилей «Опель-Комбо», «Covington&Burling» и «BDO USA» установили, что все операции были вполне законными и прозрачными.

### BBC: Известные юристы против неизвестных аудиторов (17 июня 2011)
17 июня 2011 года в Вашингтоне была проведена пресс-конференция (см. на Youtube) авторитетной американской юридической фирмы «Covington & Burling» и крупной аудиторской компании «BDO USA» (которая имеет филиалы в более чем ста странах мира) к которым Юлия Тимошенко и её партия «Батькивщина» — обратились с просьбой изучить обоснованность обвинений, выдвинутых против неё, а также обоснованность доклада, оплаченного Правительством Украины и подготовленного американскими юридическими фирмами «Trout Cacheris» и «Akin Gump» (их доклад был представлен 14 октября 2010 и послужил основой последующих обвинений против Юлии Тимошенко).
«Covington & Burling» и «BDO USA» сделали вывод о полной невиновности Тимошенко по делам о «Киотских деньгах» и «автомобилях Опель Комбо»:
 «Вывод: Без доказательств в свою поддержку разделы о „Киотских деньгах“ и „автомобилях Опель Комбо“ в докладе от 14 октября 2010 года, не стоят бумаги на которой они напечатаны… В настоящий момент — обвинение против бывшего премьер-министра (Тимошенко) выглядят политическими по своей природе, так как не существует фактов которые бы их подтверждали…

9 июня 2011 Европейский Парламент выразил обеспокоенность „ростом выборочного преследования лидеров политической оппозиции на Украине… особенно в случае Тимошенко“ и подчеркнул „важность гарантирования максимальной прозрачности расследований, судебных преследований и судов“, а также предостерег „против любого применения уголовного права как инструмента достижения политических целей“. Изученные нами факты полностью подтверждают беспокойство Европейского Парламента. Выводы: Установленные нами факты позволяют защититься от этих обвинений в украинском суде, или ином международном суде, если справедливое судебное разбирательство не будет возможным на Украине».
«BBC» (18.6.2011) сообщает об этом аудите в статье «Известные юристы против неизвестных аудиторов»:
- Компания «Covington & Burling» является очень известной среди юридических компаний США. Бывший сотрудник (партнер фирмы) Эрик Холдер занимает должность Генерального прокурора США в Администрации Обамы. А «Trout Cacheris», которую Кабмин Азарова нанял для проведения аудита Кабмина Тимошенко, «не является известной среди гигантов проведение аудита, таких как PricewaterhouseCoopers и другие». За выбор этой компании «правительство Азарова» критиковали некоторые эксперты и оппозиция… В Trout Cacheris работает лишь 9 адвокатов, и эта компания сообщает на своём сайте, что она специализируется на «сложных судебных делах — как гражданских, так и уголовных». Плато Качерис — не аудитор, а известный адвокат, который защищал Джеймса Олдрича, Монику Левински и других".[4]
- Относительно «киотских денег». Юристы «Covington & Burling» констатируют, что снятие средств с «Киотского счета» впервые состоялось в декабре 2010, когда Тимошенко уже не была премьером. Юристы подчеркнули, что японское правительство проводило собственное расследование и заявило, что продолжит сотрудничество с Украиной в рамках Киотского протокола. Юрист «Covington & Burling» Брюс Берд сказал на пресс-конференции: «Если бы Япония и Испания были недовольны, они бы могли разорвать соглашения, вместо этого Япония предоставила дополнительные 150 миллионов евро, а Испания — 108 млн евро для дальнейшего сотрудничества по этому вопросу»[4].
- Относительно «Опелей для сельской медицины». Американские юристы Тимошенко отвергли обвинения в адрес Тимошенко о нецелевом использовании денег для приобретения «автомобилей Opel Combo для сельской медицины»… Компания «Covington & Burling» сделала вывод: «Ограниченное количество документов, которые мы проанализировали, показывает, что соглашение между австрийской фирмой Vamed и „Укрмедпостач“ было заключено без всяких посредников. Сумма, уплаченная за автомобиль Opel не превышала рыночную»[4].

Американские аудиторские компании Covington&Burling и BDO — также проводят проверку по «делу о газовых контрактах-2009 против экс-премьера Юлии Тимошенко».

### Попытка ареста Тимошенко 24 мая 2011
24 мая 2011 года Тимошенко была задержана в Генпрокуратуре, с целью оформления ареста. Однако Тимошенко была предупреждена о готовящемся аресте — и к зданию ГПУ съехались послы «большой семёрки и Евросоюза» (США, Германии, Великобритании, Франции, Италии, Польши, Румынии, Венгрии, Швеции, ЕС; всего 12 человек) — произошла их встреча с генеральным прокурором Украины Виктором Пшонкой. Президенту Виктору Януковичу звонили руководители некоторых европейских стран, президент Европарламента Ежи Бузек, с заявлением выступила наибольшая в Европарламенте фракция Европейской народной партии; также прибыли народные депутаты от «Блока Юлии Тимошенко», которые своими автомобилями заблокировали выезд из Генпрокуратуры. В результате «в какой момент они расплавились, как мороженое на батарее, и стыдливо предъявили мне постановление об освобождении» — сказала Тимошенко.
Международная организация Freedom House заявила (24.5.2011), что задержание бывшего премьер-министра Украины, лидера оппозиционной партии «Батькивщина» Юлии Тимошенко подтверждает беспокойство об усилении преследования политических оппонентов на Украине, высказанное в последнем докладе «Сигнал тревоги: защитить демократию на Украине». «Они выдвигают против неё одно уголовное обвинение за другим, пока что-нибудь не получится», — отметил руководитель организации, исполнительный директор Freedom House Дэвид Крамер. Он считает уголовное преследование Юлии Тимошенко «безжалостной и своевольной кампанией против ведущего деятеля украинской оппозиции… это — манипулирование правом, и это необходимо остановить».

### Расследование ООН по «парниковым квотам Украины»
Уголовное дело по «парниковым квотам» — повлекло разбирательство на уровне экспертов ООН:

— 1 августа 2011 ООН не приняла «Кадастр выбросов парниковых газов» от Украины (за 2011 год) и составила отчёт с замечаниями на 58 страницах. А без кадастра Украина не может торговать квотами… Эксперты ООН назвали такие замечания по украинскому кадастру: его непрозрачность; отсутствие некоторых данных из-за их конфиденциальности; отсутствие детального энергетического баланса страны, данных по многим промышленным процессам и лесному хозяйству. Ведение кадастра является базовым требованием Киотского протокола. На Украине ведение кадастра возложено на «Национальное агентство экологических инвестиций».
Если Украина будет лишена права на продажу квот из-за некомпетентности чиновников из правительства Азарова, то убытки могут составить сотни миллионов евро.

## Уголовное дело относительно «газовых соглашений с Россией в 2009 году»
17 марта 2011 года, по инициативе депутатов от «Партии регионов», в Верховной Раде Украины была создана «Временная следственная комиссия Верховной Рады по расследованию обстоятельств подписания в 2009 году газовых соглашений между НАК „Нефтегаз Украины“ и ОАО „Газпром“». Фракция БЮТ отказалась участвовать в работе этой комиссии, считая её политическим заказом. Представители «Партии регионов» заявили, что комиссия будет искать «признаки государственной измены в сфере экономической безопасности Украины» при подписании газовых контрактов с Россией в 2009 году.
11 апреля 2011 года глава указанной следственной комиссии, нардеп от «Партии регионов» И. Богословская заявила: «Сегодня мы предоставляем отчёт о первом этапе работы ВСК… Тимошенко подделала директивы газовых соглашений» на переговорах с Россией.
В тот же день, 11 апреля 2011 г. заместитель генерального прокурора Ренат Кузьмин заявил, что на Ю. Тимошенко заведено очередное уголовное дело — дело возбуждено «за превышение власти и служебных полномочий при заключении газовых соглашений с Россией в 2009 году». Тимошенко подозревается в нанесении ущерба в размере 1,5 миллиарда гривен. Представители «Партии регионов» обвинили Тимошенко в «предательстве национальных интересов Украины» и сговоре в пользу России при подписании газовых контрактов в Москве 19 января 2009, во время «газового конфликта в январе 2009 года». «Регионалы» заявили, что Тимошенко подписала с Россией «кабальные для Украины соглашения»; аналогичные заявления делал владелец «Росукрэнерго» Д. Фирташ, покровительствовавший компанпию экс-президент Виктор Ющенко, а также экс-председатель Верховной Рады Арсений Яценюк.

### Текст обвинения по «газовому делу-2009»
24 июня 2011 Генеральная прокуратура предъявила Ю. Тимошенко обвинение по части 3 статьи 365 Уголовного кодекса Украины «Превышение власти или служебных полномочий, повлекшее тяжкие последствия» (санкция по которой составляет от семи до десяти лет лишения свободы):
— «Премьер-министр Украины Тимошенко Ю. В., действуя умышленно, в личных интересах, осознавая беспочвенность и необоснованность требований российской стороны на переговорах при её участии и участии руководства Правительства Российской Федерации, ОАО „Газпром“ и НАК „Нефтегаз Украины“… решила согласиться на указанные невыгодные для Украины условия» (из «постановления Генеральной прокуратуры Украины о привлечении Тимошенко в качестве обвиняемой». С. 5. 24.6.2011).
Постановление о привлечении в качестве обвиняемой по «газовому делу-2009» инкриминирует Тимошенко два деяния:

1) Превышение полномочий: единоличное подписания «директив правительства», на что она не имела полномочий по закону «О Кабинете министров». Именно на основании этих директив Олег Дубина подписал «газовый контракт с „Газпромом“».

2) Нанесение ущерба: «тяжкие последствия для Нефтегаза», выразившиеся в «увеличении расходов на приобретение импортного газа для производственно-технических нужд на 194 600 000 долларов, или 1,5 миллиарда гривен».
Тимошенко отвергает предъявленные обвинения:

1) Относительно нанесения ущерба — Тимошенко указывает на «справку международного ежегодного аудита по компании „Нефтегаз“ за 2009 год» — в этой справке указывается, что общая стоимость «технологического газа, израсходованного в 2009 году» была меньше, чем в 2008 году. То есть относительно «технологического газа» — никаких убытков не было.

2) Тимошенко подчёркивает, что подписала не «директивы Кабмина» (на подписанных нею «директивах» нет упоминаний, что это «директивы Кабмина»), а «директивы премьер-министра — министру топлива и энергетики»; а Министерство топлива и энергетики приказало «Нефтегазу»: подписать договоры. Действительно:

— Премьер-министр (а также Кабинет Министров) имеет право — отдавать приказы Министерству топлива и энергетики.

— А за Минтопэнерго закреплено исключительное право по управлению «Нефтегазом» — и никаких «директив правительства» не требуется (на что указывает генпрокуратура в данном «Постановлении о привлечении Тимошенко в качестве обвиняемой»):
- «Полномочия по управлению корпоративными правами государства относительно Национальной акционерной компании „Нефтегаз Украины“ (далее — НАК „Нефтегаз Украины“) переданы Постановлением Кабинета Министров Украины от 15.12.2005 № 1205 „Некоторые вопросы повышения эффективности управления предприятиями ТЭК“ — Министерству топлива и энергетики Украины. В связи с этим, весь объём полномочий по реализации прав государства как собственника корпоративных прав указанной Национальной акционерной компании, с целью удовлетворения государственных и общественных нужд — принадлежит Минтопэнерго Украины» (из «Постановление Генеральной прокуратуры Украины о привлечении Тимошенко в качестве обвиняемой». С. 3. 24.6.2011)[44].

15 июля 2011 в ходе судебного процесса было зачитано указанное «обвинение по газовому делу-2009».

### Встречный иск Тимошенко по «газовому делу-2009» к «Росукрэнерго»
27 апреля 2011 Тимошенко подала встречный иск против швейцарской компании «Росукрэнерго» в окружной суд Манхеттена (Нью-Йорк). В своём исковом заявлении — Тимошенко потребовала, чтобы швейцарская компания вернула государству Украина (в лице НАК «Нефтегаз») 12,1 млрд м³ газа.
По сообщению «Bloomberg», Тимошенко обвинила «Росукрэнерго» и её владельца Д. Фирташа в заговоре и манипулировании решением Стокгольмского арбитражного суда, что привело к «ограблению запасов природного газа Украины»; к «получению огромных сумм наличных денег, что позволило Фирташу и его партнерам финансировать коррупцию на уровне правительства. В то же время пресекая „политическое несогласие“ через запугивание, бандитизм и другие нарушения основных прав человека».
К данному заявлению Тимошенко приложила полный текст решения «Арбитражного института Торговой палаты Стокгольма» (далее по тексту «Стокгольмский арбитраж») по делу «Росукрэнерго»— в этом решении сказано, что «Нефтегаз» (которой управляет «правительство Азарова») добровольно согласилась (в заявлении от 7.5.2010) на все требования «Росукрэнерго», и поэтому «Стокгольмский арбитраж» лишь зафиксировал эту уступку со стороны «Нефтегаза»:
- «Хотя в ходе данного арбитражного разбирательства Нафтогаз первоначально утверждал, что приобретение им 11 млрд м³ имело достаточные правовые основания, в настоящее время утверждается, что это не так» (Арбитражный институт Стокгольмской торговой палаты, «Второе отдельное (промежуточное) решение от 8 июня 2010», I, 14).

Интересы Украины в «Стокгольмском арбитраже» представлял министр топлива и энергетики Юрий Бойко, который является также совладельцем «Росукрэнерго». Таким образом, 8 июня 2010 «Стокгольмский арбитраж» обязал «Нефтегаз» вернуть «Росукрэнерго» 11 млрд м³ газа плюс 1,1 млрд м³ штрафных санкций. 24 ноября 2010 года Верховный суд Украины обнародовал своё решение, которым оставил в силе постановления судов низших инстанций о подтверждении решения «Арбитражного института Торговой палаты Стокгольма», по которому «Нефтегаз» должен вернуть «Росукрэнерго» 12,1 млрд м³ газа. По состоянию на 13 апреля 2011 украинская НАК полностью вернула газ «Росукрэнерго».
27 июня 2011 года судья окружного суда Южного округа Нью-Йорка Ричард Салливан вызвал совладельца «Росукрэнерго» Дмитрия Фирташа и экс-премьер-министра Украины Юлию Тимошенко в суд для начала судебного разбирательства — на 22 июля 2011 года. Но 22 июля 2011 — начало слушаний в суде было перенесено на 9 сентября 2011 года.

### Дополнительная тема — 405 млн долга ЕЭСУ перед Министерством обороны России
По делам Тимошенко (в частности по «делу о российско-украинском газовом договоре-2009») делается немало «громких заявлений» — одним из таких стало заявление, в котором представители «Партии регионов» высказали гипотезы о том, что Россия финансировала «избирательную кампанию Тимошенко на президентских выборах-2010»:
- «Инна Богословская не исключает, что в обмен на газовый контракт-2009 Россия могла финансировать президентскую кампанию Тимошенк. Вопрос: Вы не исключаете финансирование президентской кампании Тимошенко со стороны Путина? Ответ: Мы не исключаем, что газовые соглашения были связаны с тем, что Тимошенко получила дополнительные финансовые источники для финансирования своей президентской кампании… если Россия не пойдет на пересмотр формульного подхода (в договорах от 19.1.2009), базовой цены на газ, то Украина будет иметь все возможности пойти в Стокгольмский суд. И затем через судебную процедуру добиться пересмотра газовых контрактов»[53].
- «Почему Тимошенко пошла на подписание таких, как мы считаем, невыгодных для Украины соглашений (19.1.2009)… А потому, что по состоянию на день подписания соглашений компания ЕЭСУ Тимошенко имела непогашенных долгов перед Министерством обороны России на сумму более 300 миллионов долларов. Вот куда эти долги делись? Это мы сейчас и выясняем»[54].

Однако через месяц — из России не было никакой реакции на обвинения в «финансировании избирательной кампании Тимошенко»; также оказалось, что «долги ЕЭСУ» перед Минобороны России не списаны (с 1997 года). Относительно «долгов ЕЭСУ», то 21.6.2011 премьер-министр Украины Азаров заявил, что «Украина не имеет намерения — отдавать России долги корпорации ЕЭСУ».
По этому поводу высказался и Борис Немцов (24.06.2011) в эфире ток-шоу «Свобода слова Савика Шустера»:
- «„Я не считаю, что контракт, который она подписала с Путиным, принес лично Тимошенко какие-то деньги, я так не считаю. Она не идиотка, чтобы это делать. И все должны с этим согласиться, и те, кто её любит; и те, кто её ненавидит. Как это так — приехать в Москву, столько времени в январе провести с Путиным и подписать за откат контракт с Путиным. Значит, Путин занёс ей денег? Кто в это поверить может? Поэтому я не верю, что она брала деньги вообще и на этом контракте в частности. А сейчас молодой парень, неопытный судья — решает судьбу государства и украинской судебной системы“, — сказал в заключении Борис Немцов»[56].

### Хронология событий накануне подписания «газовых договоров-2009»
Накануне подписания «газовых договоров-2009»:

— 2 октября 2008 премьер-министр Украины Ю. Тимошенко и премьер-министр России В. Путин — подписали «межправительственный меморандум» в котором была согласована «цена на газ для Украины на 2009 год в размере 250 дол. за тысячу м³»; а также согласован — переход на прямые взаиморасчёты между государственными компаниями «Нафтогаз» и «Газпром» (то есть удалялся посредник — швейцарская компания «Росукрэнерго»).

— Однако в ноябре-декабре 2008 президент Ющенко — раскритиковал «цены за газ», обвиняя премьера Тимошенко в «неумении достигнуть лучшей цены на переговорах с Россией». Российская же сторона стала играть на повышение цены — депутат от «Партии регионов» М. Чечетов говорил 4.12.2008: «Вы должны помнить реакцию Медведева, когда он сказал, что цена для Украины на газ будет 400 долларов из-за большой задолженности».

— Также у компании «РосУкрЭнерго» возник долг перед «Газпромом» в размере 1.7 млрд дол. — по состоянию на 25.12.2008 глава «Газпрома» Миллер заявил: «„Газпром“ не подпишет контракт до тех пор, пока Украиной не будет погашен долг, составляющий более 2,1 миллиарда долларов».

— 31.12.2008 президент Ющенко отозвал «украинскую делегацию „Нафтогаза“ из Москвы» — что стало одной из причин «газового кризиса-2009».

— Важным фактором было и то, что на Украине в те месяцы происходил «политический кризис» — в октябре-2008 президент Ющенко назначил «внеочередные выборы парламента» на 14.12.2008. В частности, о том периоде говорят материалы WikiLeaks, опубликованные этим сайтом 30.6.2011, то есть во время начала суда над Ю. Тимошенко.

#### Формула расчёта цены газа
В российско-украинских газовых соглашениях от 19.1.2009 была впервые зафиксирована «формула расчёта цены газа» — теперь «цена газа для Украины» определялась не произвольно, а прямо пропорционально цене нефти и нефтепродуктов (газойль, мазут); причём при расчёте «месячной цены газа» берётся «цена нефтепродуктов, которая существовала 9 месяцев назад» (котировки Platts для мазута и газойля — с девятимесячным опозданием). По аналогичным формулам рассчитывается «цена газа» для всех иностранных партнёров Газпрома.
В период подписания указанных соглашений (январь 2009) — существовал пик «мировой цены на нефть» (апрель-август 2008); в связи с чем и «базовая цена газа» была пиковой (450 дол. за 1000 м³). Реальная же цена для Украины (с учётом скидки 20 %) составляла — «в I квартале 2009 года цена газа для Украины составляла 360 долл за тысячу кубометров, во II — 270,95 долл, в III — 198,34 долл, в IV — 208 долл. Таким образом, среднегодовая цена, исходя из объёмов закупки газа, составила 228 долл за тысячу кубометров». За последующие 2 года — цены на нефть были ниже (и соответственно были ниже цены на газ):
| Динамика цен на «Нефть Brent» (ICE.Brent), USD / баррель. С сайта «Commodities. Обзоры цен на нефть и металлы» | Динамика цен на «Нефть Brent» (ICE.Brent), USD / баррель. С сайта «Commodities. Обзоры цен на нефть и металлы» | Динамика цен на «Нефть Brent» (ICE.Brent), USD / баррель. С сайта «Commodities. Обзоры цен на нефть и металлы» | Динамика цен на «Нефть Brent» (ICE.Brent), USD / баррель. С сайта «Commodities. Обзоры цен на нефть и металлы» | Динамика цен на «Нефть Brent» (ICE.Brent), USD / баррель. С сайта «Commodities. Обзоры цен на нефть и металлы» | Динамика цен на «Нефть Brent» (ICE.Brent), USD / баррель. С сайта «Commodities. Обзоры цен на нефть и металлы» | Динамика цен на «Нефть Brent» (ICE.Brent), USD / баррель. С сайта «Commodities. Обзоры цен на нефть и металлы» | Динамика цен на «Нефть Brent» (ICE.Brent), USD / баррель. С сайта «Commodities. Обзоры цен на нефть и металлы» | Динамика цен на «Нефть Brent» (ICE.Brent), USD / баррель. С сайта «Commodities. Обзоры цен на нефть и металлы» | Динамика цен на «Нефть Brent» (ICE.Brent), USD / баррель. С сайта «Commodities. Обзоры цен на нефть и металлы» | Динамика цен на «Нефть Brent» (ICE.Brent), USD / баррель. С сайта «Commodities. Обзоры цен на нефть и металлы» | Динамика цен на «Нефть Brent» (ICE.Brent), USD / баррель. С сайта «Commodities. Обзоры цен на нефть и металлы» | Динамика цен на «Нефть Brent» (ICE.Brent), USD / баррель. С сайта «Commodities. Обзоры цен на нефть и металлы» |
| Год | Янв | Фев | Март | Апр | Май | Июнь | Июль | Авг | Сен | Окт | Ноя | Дек |
| --- | --- | --- | --- | --- | --- | --- | --- | --- | --- | --- | --- | --- |
| 2004 | 31.1 | 31.2 | 33.6 | 33.4 | 38.0 | 35.0 | 38.7 | 42.9 | 43.7 | 49.6 | 42.6 | 39.6 |
| 2005 | 44.3 | 46.1 | 53.3 | 51.6 | 48.9 | 54.5 | 57.9 | 64.4 | 62.8 | 58.6 | 55.4 | 56.9 |
| 2006 | 63.6 | 59.9 | 62.3 | 70.6 | 70.1 | 68.9 | 74.1 | 73.3 | 62.3 | 58.2 | 58.9 | 62.0 |
| 2007 | 54.6 | 58.1 | 62.5 | 67.2 | 68.4 | 71.8 | 78.1 | 71.3 | 78.2 | 83.7 | 92.0 | 91.8 |
| 2008 | 91.3 | 94.8 | 102.8 | 111.1 | 125.6 | 135.1 | 133.5 | 115.0 | 100.2 | 73.8 | 54.6 | 43.6 |
| 2009 | 46.3 | 44.2 | 47.7 | 51.9 | 59.0 | 69.5 | 65.9 | 72.9 | 68.5 | 74.0 | 77.7 | 75.3 |
| 2010 | 76.7 | 75.2 | 80.4 | 85.9 | 76.9 | 75.6 | 75.4 | 77.1 | 78.6 | 83.5 | 86.4 | 92.3 |
| 2011 | 97.2 | 105.0 | 114.8 | 123.3 | 114.0 | 113.4 | 116.7 | 116.88 | 114.45 | 102.15 | 108.60 | 109.00 |
| 2012 | 112.17 | 111.66 | 126.37 | 124.84 | 119.33 | — | — | — | — | — | — | — |

«Фактическая цена закупки газа Украиной у России в 2009 году» составила 232 дол. за 1000 куб. м. Правительство Тимошенко добилось столь низкой цены за счёт: скидки 20 %, которая была в «соглашениях 19.1.2009»; и за счёт использования мощных газохранилищ Нафтогаза (то есть газ закачивался в те месяцы, когда «формульная цена» была минимальна).

### Суд по «газовым договорам-2009», начался 24 июня 2011 года
24 июня 2011 — начался суд по «газовому делу-2009 Тимошенко». Судья отклонил ходатайство Тимошенко об объединении её дела с делами руководителя таможни генерала Макаренко, и первого заместителя «Нафтогаза» Диденко. Суд отклонил ходатайство Тимошенко — о закрытии дела без рассмотрения как «явно сфальсифицированного». На суде (24 июня 2011) Ю. Тимошенко выступила с 40-минутной речью, в которой осветила всю проблему «конфликта с РосУкрЭнерго-2009», и перечислила основные доводы защиты (с цифрами; датами; фактами и свидетельскими показаниями) — см. «Речь Ю. Тимошенко в первый день суда, 24.6.2011», часть 2, 3, 4.
На суд (24.6.2011) пришли: «посол ЕвроСоюза на Украине» Жозе Тейшейра, заместитель посла ФРГ Анке Фельдгузен. Жозе Тейшейра заявил, что «условия в которых проходит суд над Тимошенко — бесчеловечны».
24 июня 2011 для поддержки Тимошенко был собран митинг, численностью около 10 тыс. человек; митингующие перекрыли движение по Крещатику (на ул. Крещатик, 42-А находится здание «Печерского районного суда», где проходят судебные заседания). Митинги собираются также на каждое заседание суда.
29 июня 2011 года — один из трёх прокуроров (представляющих «сторону обвинения» в «газовом деле-2009») заявила: «Прокурор Лилия Фролова заявила, что в обвинительном выводе в газовом деле относительно Юлии Тимошенко фигурирует сумма убытка в 1,5 миллиарда гривен. По словам прокурора, статья, которая инкриминируется Тимошенко, предусматривает максимальное наказание в 10 лет лишения свободы, и не предусматривает условного срока наказания».
29 июня 2011 — ген. прокуратура объявила об аресте имущества Луценко (квартира и три автомобиля; на сумму 1.7 млн грн., то есть 215 тыс. долларов); и имущества Тимошенко (однако по «имуществу Тимошенко» сумма не названа) в рамках «дела по газовым контрактам-2009». В связи с чем, Тимошенко сказала: «„Прокуратура заявила, что все мое имущество арестовано. Интересно, на собак это распространяется? Им отдыхать, или они на подписке, как и я?“ — цитирует её слова пресс-служба партии „Батькивщина“».
30 июня 2011 — Тимошенко разместила на своей страничке в Twitter’е такое сообщение: «Несколько часов назад у Януковича была „сходка“, где были Хорошковский, Лёвочкин, Портнов и Отрош (глава Печерского суда). Согласовывали мой приговор».

### Оглашение обвинения
15 июля 2011 было зачитано «обвинение по газовому делу-2009», однако поскольку судья Киреев удалил Тимошенко из зала суда, то 22 июля 2011 года прокуратура повторно зачитала обвинение (чтение продолжалось 4 часа), однако в текст обвинения вкралось несколько ошибок в датах и т. п. (прокурор признала, что зачитала обвинение Тимошенко с ошибками).

#### Тимошенко спросила: какой именно закон (должностную инструкцию) я нарушила?
После чтения обвинения — судья спросил: «понятно ли обвинение». Тимошенко ответила:
- «Если вы говорите, что моё преступление в том, что правительство не проголосовало директивы, то назовите „нормативный акт“, который я нарушила»[73][74].

Тимошенко ответила, что напротив, было бы нарушением, если бы КабМин своими директивами вмешивался в деятельность Нафтогаза. Потому что Нафтогазом руководит исключительно Минтопэнерго — это отражено даже в зачитанном обвинении:

— «Полномочия по управлению корпоративными правами государства относительно Национальной акционерной компании „Нафтогаз Украины“ (далее — НАК „Нафтогаз Украины“) переданы постановлением Кабинета Министров Украины от 15.12.2005 № 1205 „Некоторые вопросы повышения эффективности управления предприятиями ТЭК“ Министерству топлива и энергетики Украины. В связи с этим, весь объём полномочий по реализации прав государства как собственника корпоративных прав указанной Национальной акционерной компании, с целью удовлетворения государственных и общественных нужд принадлежит Минтопэнерго Украины.

Вместе с тем, Кабинет Министров Украины, уполномоченные им органы исполнительной власти — могут рекомендовать субъектам хозяйствования только ориентировочные условия хозяйственных договоров, то есть так называемые „примерные договоры“, а в определённых законом случаях — утверждать „типовые договоры“» (из «Постановление Генпрокуратуры Украины о привлечении Тимошенко в качестве обвиняемой». С. 3, 24.6.2011).
Судья Киреев не смог назвать нормативный акт, который нарушила Тимошенко, но несколько раз повторил о «превышении полномочий». На это Тимошенко заявила: «То, что судья не смог вслух объявить само событие и состав преступления — это и есть оправдательный вердикт».

### Допрос свидетелей, с 26 июля 2011 года
В качестве свидетелей по «газовому делу» привлечены десятки бывших министров и известных политиков.
По состоянию на 26 июля 2011 было запланировано допросить 38 свидетелей со «стороны обвинения». Судья Киреев из заявленных защитой «31 свидетеля со стороны Тимошенко» допустил к процессу лишь двух: Александра Турчинова, и Михаила Ливинского. Однако даже «свидетели обвинения» в основном свидетельствовали в пользу Тимошенко, в связи с чем Тимошенко записала в Твиттере: «Кирееву… запретили вызывать наших свидетелей, ему и за „их“ (свидетелей со стороны обвинения) влетело».
26 июля 2011 года, в связи с началом допроса свидетелей — была прекращена прямая телетрансляция из зала суда. Тогда же Тимошенко и её адвокат Власенко обнаружили (по их словам) в зале суда «камеру наблюдения». Также в первый день допроса свидетелей (26.7.2011) — из зала суда (усилиями ОМОНа) были вытолканы депутаты парламента Украины и журналисты: «Депутатская неприкосновенность осталась за пределами зала суда»; но в последующие дни прессу и депутатов вернули в зал суда.

#### Диковицкий (представитель «Нафтогаза»): в 2009 не было убытков от «технического газа». 26.7.2011
26 июля 2011 показания давал Ярослав Диковицкий (заместитель руководителя Департамента экономического планирования и бюджетных расчетов «Нафтогаза»). Он входил в рабочую группу, которая по приказу премьера Азарова проводила комиссионную проверку «финансово-хозяйственной деятельности Нафтогаза за период 2008—2010 годов»; именно на базе выводов этой группы — прокуратура предъявила Тимошенко обвинение в том, что в результате «газовых договоров с Россией» цена «технического газа для нужд транзита» увеличилась с 179,5 до 232,9 долларов за тысячу кубометров, что повлекло убытки (за 2009 год) на 194 млн долл.
В суде Диковицкий должен был подтвердить, что расчёты рабочей группы верны. Однако, Диковицкий подтвердил позицию Тимошенко:

— «Согласно решению правления „Нафтогаза“, для транзита российского газа были направлены ресурсы, полученные из подземных хранилищ по цене 153,9 доллара. По такой цене газ был продан „Укртрансгазу“, — признал Диковицкий». «По словам Диковицкого, „технологический газ“ должен был быть дешёвым, поскольку Тимошенко и Путин договорились не повышать ставку транзита для России».
Прокурор попытался исправить ситуацию, и задал Диковицкому вопрос: «Если взять среднюю цену с учётом газа „РосУкрЭнерго“, то такие убытки будут или нет?» Диковицкий ответил: «Если учесть газ по 153,9 доллара, то при реализации этого газа таких убытков не было бы». Слова Диковицкого стали сенсацией; прокурор попытался сформулировать вопрос по-иному, но получил тот же ответ.
Далее Диковицкий признал, что исполнение решения Стокгольмского суда о возвращении «РосУкрЭнерго» газа «нанесло ущерб Нафтогазу в размере 26 миллиардов гривен (3,25 млрд долл.)». Эти слова Тимошенко встретила с улыбкой, она заявила:
«Вы сейчас задокументировали преступление Януковича! Потому что именно решением Януковича газ забрали у государства и отдали „РосУкрЭнерго“, и нормально в тени его разделили — Янукович, Лёвочкин, Фирташ, Бойко и, возможно, ваш Пшонка (генпрокурор)!»

#### Показания экс-министра Минтопэнерго Продана. 27.8.2011
27 июля 2011 года Ю. Тимошенко заявила, что экс-министр топлива и энергетики Юрий Продан — хотел приобщить к делу:

— «поручение на имя Продана, написанное собственноручно Тимошенко» во время газового кризиса;

— «соглашение, которое свидетельствует о том, что цена технического газа, на чём они сейчас декларируют убытки, была не больше, чем в 2008 году. Но судья отказался приобщать явные доказательства к уголовному делу, которые предоставил Юрий Продан, так как дело продолжают фальсифицировать».
Тимошенко также сказала: «Почему судья согласился (по требованию прокуроров) приобщить мои записи в Twitter к уголовному делу, а настоящие доказательства (Продана) отказывается приобщать?»

#### Павлюк подтвердил, что Тимошенко подписала «директивы премьер-министра», а не Кабмина. 28.7.2011
28 июля 2011 года показания суду дал Василий Павлюк (начальник «Управления документального обеспечения секретариата Кабинета министров» во «втором правительстве Тимошенко, 2007—2010») — в его служебные обязанности входило «оформление документов правительства; хранение печатей».
Василий Павлюк опроверг обвинение генпрокуратуры, что Тимошенко (на переговорах с Россией) подписала (и передала для исполнения министру Минтопливэнерго и руководителю Нафтогаза) «директивы Кабмина, которые не были проголосованы правительством»:
- «Реквизиты директив, подписанных экс-премьером Юлией Тимошенко, свидетельствуют о том, что этот документ является именно директивами премьер-министра, а не правительства».[80] Тимошенко «подписала свои личные директивы».[80]

Павлюк указал на признаки, которые характеризуют указанный документ как «директивы премьер-министра»: 1) «На решения правительства не ставится большая гербовая печать. Именно такая, которая стоит на этом документе»; большая гербовая печать ставится на подпись премьер-министра. 2) На решения Кабмина ставятся штампы «Одобрено на заседании Кабинета министров Украины» или «Утверждено Кабинетом министров» с номером и датой. На данном документе, — сказал Павлюк, — нет намёков на то, что этот документ утверждался на правительстве.

#### Нагребельный, эксперт «Института государства и права им. Корецкого». 15.8.2011
«Институт государства и права им. Корецкого» является экспертной организацией на Украине; этот институт генпрокуратура Украины привлекла к процессу над Тимошенко в качестве эксперта ещё на стадии расследования «газового дела».
15 августа 2011 заместитель директора «Института государства и права им. Корецкого» Владимир Нагребельный дал в суде экспертное заключение, что Тимошенко не превышала полномочий «на газовых переговорах с Россией»:
- «газовые директивы» экс-премьера Юлии Тимошенко «не выходили за рамки её полномочий»;[81]
- «Институт государства и права — расценивает газовые директивы Юлии Тимошенко как „способ реализации её полномочий“».[82]

Нагребельный заявил, что согласно закону «О Кабинете министров», премьер-министр для реализации полномочий имеет право давать «поручения, которые обязательны для исполнения». По словам Нагребельного: «в украинском законодательстве четко не определено понятие „директивы“, но этот термин в энциклопедии имеет около 10 синонимов, среди них и „поручение“».
Нагребельный подчеркнул, что Тимошенко не давала директив «Нафтогазу» на подписание контрактов, а давала указания только на переговоры, на что имела право.
Нагребельный также пояснил, что не считает «директивы Тимошенко» превышением полномочий или вмешательством в деятельность Нафтогаза: «Если бы премьер-министр давал указания, скажем, частному акционерному обществу „Житомирская чулочная фабрика“, это было бы вмешательством в хозяйственную деятельность и квалифицировалось бы как превышение полномочий. Однако „Нафтогаз“ это особый субъект хозяйствования, который находится в сфере управления Кабинета министров»".

#### Показания экс-главы «Нафтогаза» Олега Дубины. 29.7.2011
Важным моментом в показаниях О. Дубины (экс-руководитель «Нафтогаза») стало подтверждение того, что «Договор от 19.1.2009» составлен так, что Украина может в любой момент расторгнуть его без каких-либо «штрафных санкций со стороны России»:
- «На вопрос Тимошенко, может ли Украина расторгнуть контракт в любой момент без штрафных санкций, Дубина ответил утвердительно. „За недобор по контракту у нас предусмотрены штрафные санкции, а что касается самого контракта, я точно не помню, но мне кажется, что да“».[83]

Это показание важно, поскольку Тимошенко часто отвечает на обвинения в «договоре, который плох для Украины»: «Расторгайте и заключайте свой „лучший договор“, ведь штрафы за расторжение не предусмотрены».
Во время предварительного следствия (ещё до открытия «газового дела-2009 против Тимошенко») О. Дубина сказал (на допросе в феврале 2011 года): «Исходя из мнения специалистов и опыту, я считаю, что за счёт газа, который был в хранилищах, можно было продержать страну до конца февраля 2009 года, вообще не покупая газ у России. Таким образом, с учётом позиции Европы, можно было попробовать убедить Россию пойти на уступки».
Аналогичное мнение на допросе (до суда) озвучил также тогдашний руководитель «Укртрансгаза» Ярослав Марчук: «На 1 января 2009 года в подземных газохранилищах хранилось около 14 миллиардов кубометров газа, принадлежавших Нафтогазу. Средний суточный отбор газа из подземных хранилищ в первом квартале составил чуть более 100 миллионов кубометров, учитывая это — принадлежащего Нафтогазу газа должно было хватить на два-три месяца».
Однако в суде, на очной ставке с Тимошенко — О. Дубина кардинально изменил свои показания, перешёл на позиции Тимошенко: «Я считаю, что газовая система была на грани фола, предаварийном».
Относительно подписания договоров О. Дубина сообщил:

— Что не подписал бы «газовые соглашения», если бы знал, что они не утверждены на Кабмине. По его словам, он не мог позвонить в Киев и узнать ситуацию (и не мог узнать у других участников делегации), а Тимошенко якобы сказала ему, что 19.1.2009 «директивы» были дополнительно утверждены на Кабмине.

— О. Дубина также сообщил, что «31 декабря 2008 года была достигнута предварительная договоренность о покупке российского газа на 2009 год по цене 235 долларов за 1000 м³ общим объёмом 42 млрд м³ при ставке транзита 1,8 доллара за 1000 м³ на 100 км прокачки газа. Однако, президент Виктор Ющенко запретил подписывать такие условия, считая их невыгодными».

— Также Дубина свидетельствовал, что Украина не использовала российский газ с 1 по 4 января 2009 года; с 4 января Россия полностью перекрыла поставки газа; а возобновила поставки газа только 20 января с утра (после подписания контрактов между НАК «Нафтогаз» и «Газпромом»).

— Он отметил, что у него сложилось впечатление во время переговоров, что Россия сознательно начала предлагать нереально высокие цены на газ в начале января для того, чтобы переговорный процесс из экономической плоскости перевести в политическую.
Также Олег Дубина ответил на важные вопросы о роли Ющенко:

— На вопрос Тимошенко о связях Ющенко и РосУкрЭнерго, Дубина ответил: «Я считаю, что Виктор Андреевич скорее поддерживал, чем нет, компанию РосУкрЭнеро». На уточняющий вопрос судьи, откуда ему об этом известно, Дубина ответил: «Я встречался с представителями РУЭ в кабинете Виктора Андреевича Ющенко, и эти выводы делаю из личных наблюдений».

— На вопрос Тимошенко: «Правда ли, что Ющенко отозвал его из переговоров в Москве, чтобы оставить РУЕ в посреднических схемах поставок газа?». Дубина ответил: «Ющенко отозвал меня с переговоров, но директивы президента указывали на то, что надо перейти на прямые отношения».

#### Показания Бородина (Департамент газовой промышленности Минтопэнерго). 28.7.2011
28 июля 2011 года давал показания следующий свидетель обвинения Константин Бородин. Он — бывший пресс-секретарь Юрия Бойко (имеет только филологическое образование); а ныне является и. о. директора Департамента газовой, нефтяной и нефтеперерабатывающей промышленности Минтопэнерго.)
Бородин попросил везде в его показаниях (по «газовому делу») использовать термин «избыточные затраты Нафтогаза», а не «убытки». Бородин заявил, что из-за «газовых соглашений» Украина понесла «избыточные затраты».
Тимошенко спросила: считает ли он, что «можно считать убытками для государства такие же расходы вследствие повышения цен на газ с 2006 по 2010 год». Бородин затруднился ответить.
Бородин является одним из тех, кто подписал «Комиссионное справку по отдельным вопросам финансово-хозяйственной деятельности НАК „Нафтогаз“ за 2008—2009 год». Именно в этом документе посчитаны «убытки 194,6 млн долл.» по «газовому делу». Бородин сообщил, что: он присутствовал лишь на одном заседании этой комиссии, которое длилось более двух часов; комиссией руководила экс-глава Контрольно-ревизионного управления Минфина Наталья Рубан. При этом Бородин не смог объяснить, на каких основаниях Рубан председательствовала на заседании, если она не была членом комиссии.
Руководившая комиссией Рубан была уволена со своего поста 18.7.2011 (то есть во время суда над Тимошенко); новых назначений не получила. Защита Тимошенко ходатайствовала о вызове Рубан в суд, но суд отказал. Можно добавить, что Рубан до недавнего времени была активно вовлечена в проверку гос-структур 2008—2009 годов; в частности, в ноябре-2010 Рубан (по результата проверок КРУ) заявляла о «28 млрд грн.» (3,66 млрд дол.) потерь материальных и финансовых ресурсов (в том числе при проведении Нацбанком рекапитализации банков — залоги на 15 млрд грн.).

#### Показания экс-министра иностранных дел Огрызко, 4.8.2011
Экс-министр иностранных дел Владимир Огрызко (был назначен на должность по квоте Ющенко) заявил, что если бы Кабмин утвердил «газовые директивы» на заседании 19.1.2009, то были бы нарушены минимум две правовые нормы. «При этом он подчеркнул, что премьер-министр имела право самостоятельно принимать такие директивы».

#### Показания премьер-министра Азарова (5.8.2011) и министра Бойко (16.8.2011)
Явно против Тимошенко свидетельствовали премьер-министр Азаров и нынешний министр Минтопэнерго Юрий Бойко.
5 августа 2011 года в суде свидетельствовал премьер-министр Азаров. Он заявил, что газовое соглашение было «абсолютно не выгодным для Украины» и можно было добиться лучшего контракта: «Поэтому мы стали искать механизм пересмотра соглашений».
После показаний Азарова (которые происходили в атмосфере перепалки с Тимошенко) — суд (по требованию прокуратуры) арестовал Тимошенко за то, что она якобы «препятствовала допросу свидетелей».
16 августа 2011 года давал показания министр Минтопэнерго Юрий Бойко. Он сказал, что газовые контракты «крайне невыгодны для Украины». Бойко утверждает, что Тимошенко подписала эти контракты — под давлением «долгов ЕЭСУ 1997 года»: «Я считаю, что это было связано с наличием задолженности корпорации ЕЭСУ, к которой имела отношение Тимошенко. Именно это обстоятельство стало причиной».
Экс-премьер и её защита неоднократно задали вопросы Бойко: знает ли он Фирташа; имеет ли отношение к РосУкрЭнерго; получал ли Бойко доверенность от Фирташа на распоряжение его имуществом. Однако судья (по просьбе прокуроров) отклонил эти вопросы. Всё же Бойко сказал: «Я не имею никакого отношения к сооснователям РосУкрЭнерго».
Однако украинская пресса пишет, что уже изданы даже книги по экономике (в Польше, Словакии, Норвегии, Украине, в 2008—2011 гг.), которые описывая историю РосУкрЭнерго пишут, что Юрий Бойко (будучи главой «Нафтогаза» и заместителем министра по ТЭК, в 2004 году) стал владельцем частной компании «CentraGas», которая, вместе с Газпромом (по 50 %), стала соучредителем РосУкрЭнерго. И в качестве соучредителя Бойко вошёл в «координационный совет РУЭ». Корреспондент «Украинской правды» указывает, что история Бойко в РУЭ «это предмет сотен газетных публикаций, докторских диссертаций, в частности в европейских вузах». Дополнительно Ю. Тимошенко предъявила суду «протокол заседания правления НАК Нафтогаз от 19 октября 2004 года, которым правление официально делегирует Юрия Бойко в РУЭ». Тимошенко заявила, что в 2004 году министр Бойко (от имени правительства Украины) заключил договор об использовании фирмой РосУкрЭнерго (в которой Бойко был соучредителем) газохранилищ Нафтогаза на протяжении 25 лет (2004—2028 года) с правом увеличения «цены за хранение газа» лишь два раза за 25 лет. Эти условия Тимошенко считала фактической приватизацией газохранилищ «газотранспортной системы Украины». Также напомнила, что по закону — занятие бизнесом на госслужбе подпадает под закон о коррупции.

#### Показания бывшего первого вице-премьера Турчинова, 11-12.8.2011
Александр Турчинов давал показания в суде два дня (11.8.2011 — 5 часов; 12.8.2011 — 8 часов). Все его доводы были в пользу Тимошенко, в частности Турчинов заявил:
— «Тимошенко спасла Европу и Украину».
— «Экс-президент Украины Виктор Ющенко сорвал своевременное подписание газовых контрактов в декабре 2008 года, цена газа по которым могла бы составить $225 за тыс. кубометров; „мне удалось связаться с Дубиной тот пояснил, что непосредственно перед подписанием ему позвонил президент Ющенко и сказал не подписывать“. Турчинов подчеркнул, что это не была компетенция президента».
«Тимошенко поинтересовалась, почему, по мнению Турчинова, Ющенко вмешался в ход переговоров. „По информации, которая у меня есть, была сформирована четкая система связи между компанией Росукрэнерго, в частности, Дмитрием Фирташем, и Ющенко. Когда в Росукрэнерго не смогли сорвать переговоры в Москве, они начали действовать через Ющенко“, — ответил он. По мнению Турчинова, других аргументов, кроме деятельности РУЭ, для срыва переговоров не существует».
«„Когда Россия поставила ультиматум о цене в $450“, — спросила Тимошенко. „Когда украинская делегация без объяснения причин оставила переговоры и не подписала согласованных контрактов, Россия это восприняла как политический демарш, высказала своё возмущение и сказала, раз Украина не хочет покупать по ценам со скидкой, то она будет покупать по цене, по которой покупает вся Европа, в $450“».
Турчинов сообщил суду, что конфликт вокруг РосУкрЭнерго начался ещё в 2005 году (когда Турчинов был руководителем «Службы безопасности Украины»):

— В 2005 году «Меня вызвал Ющенко и в грубой форме попытался мне запретить расследовать газовые дела. Я предупредил: если он письменно издаёт такое распоряжение — я подаю рапорт об увольнении и выхожу на пресс-конференцию». Турчинов также рассказал о тесном сотрудничество Фирташа с Ющенко, которое началось ещё до президентства Ющенко.

— «Вместо соглашения с „Газпромом“, вышли на соглашение с посредником (РосУкрЭнерго), который мог манипулировать ценой, как ему удобно, — отметил Турчинов. — Полностью государство начало зависеть не от межгосударственных переговоров, а от коммерческих интересов и коррупционных схем частной структуры». Турчинов отметил, что долги перед «Газпромом» (за поставленный на Украину газ в 2007 году) были искусственно созданы компанией «РосУкрЭнерго».

#### Комментарии генпрокуратуры Украины, 12.8.2011
12 августа 2011 первый заместитель генпрокурора Украины Ренат Кузьмин (он курирует дела против представителей прежней власти) дал интервью журналу «Фокус»:

— Фокус спросил: как прокуратура оценивает показания «свидетелей обвинения», многие из которых дают показания в защиту Тимошенко (в частности: Татьяна Корнякова, бывший заместитель Генерального прокурора); Юрий Продан, бывший министр энергетики); и «Вам не кажется странным, что арест Тимошенко произошёл как раз тогда, когда свидетели обвинения начали переходить на её сторону?» Ответ Кузьмина: «Ни один из свидетелей обвинения не перешёл на сторону Тимошенко». Ренат Кузьмин также заявил, что генпрокуратура оценивает действия «чиновников» по принципу: «что явно не разрешено (в законах), то запрещено». И поэтому считает, что «Нет в законе разрешения совершать какие-либо действия — значит, для чиновника это означает запрет. Ни один закон Украины и регламент Кабмина не разрешает премьер-министру подписывать такие директивы единолично». То есть, судить госслужащих можно не только «за нарушение закона», но и за «действия, которые в законе не описаны как „разрешённые“».
Однако парадокс ситуации в том, что Тимошенко и без «утверждения правительством» могла давать Минтопэнерго (и через него Нафтогазу) собственные «поручения премьер-министра» — единственное, она не имела права называть их «директивами правительства». Однако, следует признать, что переданный Дубине документ нигде не содержит словосочетания «директивы правительства», а назван «директивы» за подписью премьер-министра.

#### Показания экс-президента Ющенко. 17.8.2011
17 августа 2011 года свидетельствовал экс-президент Ющенко. Экс-премьер Тимошенко отказалась задавать вопросы Ющенко. При отъезде Ющенко из суда — сторонники Тимошенко закидали его автомобиль сотней яиц. А также скандировали «ганьба́!» (позор!) на протяжении выступления Ющенко в суде, и во время его отъезда. Один из сторонников Тимошенко в зале суда обозвал Ющенко «ублюдком», и был удалён из зала суда.
Тимошенко не захотела задавать вопросы Ющенко; и заявила: «Я не соглашаюсь с показаниями свидетеля». Ющенко же сказал:

— Тимошенко скрывала от него «цену на газ в договоре с Россией». Ющенко также отрицал свою связь с РосУкрЭнерго.
— Что он не отзывал О. Дубину с переговоров с Россией 31.12.2008, поскольку не имел на это полномочий. А, мол, это Тимошенко прервала переговоры c Россией 31.12.2008. Хотя все прочие свидетели (в том числе Дубина, Турчинов) говорили, что переговоры 31.12.2008 прервал именно Ющенко; это же сообщала пресса (8.1.2009) с пресс-конференции премьер-министра России В.Путина: «31 декабря по указанию президента Ющенко делегация „Нафтогаза Украины“ прервала переговоры».
Иностранная пресса отметила, что «Ющенко свидетельствовал против Тимошенко».
«Источник в Кремле» (буквально через несколько часов после допроса) высказался, что относительно газовых договоров «Ющенко обманывает свой суд»; «в телефонных разговорах с Медведевым, позднее Ющенко прямо заявлял, что он полностью доверяет Юлии Тимошенко, она обладает всеми необходимыми полномочиями, и что он поддержит достигнутые с Россией соглашения».
«Партия регионов» с радостью встретила свидетельства Ющенко. Но бывшие союзники Ющенко высказали ему полное неприятие:

— «Комитет сопротивления диктатуре» (объединяет 11 оппозиционных партий) потребовал от «Нашей Украины» исключить из партии «почётного председателя» Ющенко и Еханурова. В противном случае Комитет исключит саму «Нашу Украину».

— Один из активистов национально-демократических сил в Киеве Зорян Шкиряк — подал на Ющенко в суд за «ложные показания в суде против Тимошенко».

#### Показания бывшего премьер-министра Юлии Тимошенко. 18.8.2011.
18 августа 2011 года суд потребовал, чтобы Ю. Тимошенко дала свидетельские показания. Но Тимошенко заявила, что будет свидетельствовать только после того как суд приобщит к делу «документы, которые подтверждают фальсификацию этого дела»:

— Контракты между «Нафтогазом» и «Укртрансгазом» о закупке технического газа в 2009 году. Ведь суд даже не приобщил к делу этот «главный документ, который и определяет цену технического газа» в 2009 году!

— Аудиторский отчет компании «Ernst & Young» по деятельности НАК «Нефтегаз Украины» за 2009 год. Тимошенко требует приобщить к делу этот документ — ещё с весны-2011, когда было открыто «газовое дело». Международная аудиторская компания «Ernst & Young» по заказу Нафтогаза проводит ежегодный аудит Нафтогаза — результаты аудита публикуются в открытом доступе и предназначены для того, чтобы «иностранные бизнес-партнёры Нафтогаза» имели объективную информацию о реальном финансовом положении Нафтогаза. То есть «Ernst & Young» это весьма авторитетный международный аудитор.
Оба указанных базовых документа свидетельствуют, что Нафтогаз в 2009 году не имел убытков по «техническому газу» при реализации контрактов между Россией и Украиной. Об отсутствии убытков указывали также свидетели от Нафтогаза: Ярослав Диковицкий, Олег Дубина; и экс-министр Юрий Продан. Однако (вместо «контракта о закупке технического газа» и «отчёта „Ernst & Young“») суд ориентируется на «Комиссионную справку по отдельным вопросам финансово-хозяйственной деятельности НАК „Нафтогаз“ за 2008—2009 год», которую составила «группа назначенная премьером Азаровым» весной 2011 года без привлечения международных аудиторов.
На необходимости приобщения к делу указанных документов — настаивают юристы авторитетной аудиторской компании США «Covington & Burling», которые провели расследование «газового дела».

### Арест 5 августа 2011 года
5 августа 2011 года (в 16:08) Печерский суд принял решение об аресте Ю. Тимошенко в зале суда — «за системные нарушения подсудимой, в частности, она препятствовала допросу свидетелей». Сама Тимошенко заявила, что её арестовали потому, что во время «допроса Азарова» (который происходил утром) она задала ему вопрос о его «коррупционных связях с РосУкрЭнерго», и о бизнесе «сына Азарова, которому, мол, Азаров ежедневно отстёгивает из гос. бюджета». В первые минуты ареста — сотни митингующих сторонников Тимошенко — пытались пробиться во дворик суда через арку, и заблокировать выезд; однако около трёхсот бойцов ОМОНа пробились через митинг и в тройном кольце — бегом сопровождали автозак, пока он не повернул на бульвар Шевченко. После ареста, депутат Власенко зачитал «заявление Тимошенко о том, что она „никогда не покончит свою жизнь самоубийством“»: «Я хочу заявить, что у меня нет никакой склонности к самоубийству. Трюки, которые они проделали с Кирпой и Кравченко, им повторять не стоит» — как известно, министры КабМина Януковича (министр транспорта Кирпа и министр внутренних дел Кравченко) погибли при сомнительных обстоятельствах, соответственно 27.12.2004 и 4.3.2005 (официальная версия обеих смертей — самоубийство).

#### Реакция на Украине и за границей — в день ареста
В тот же день (5.8.2011) сделали заявления:

— Большинство оппозиционных политиков Украины (кроме Ющенко и Тягнибока) — резко высказались против ареста Тимошенко. В Верховной Раде оппозиция отзывает депутатов из летнего отпуска, и требует (в соответствии с регламентом) проведения внечочередного заседание по вопросу ареста Тимошенко.

— БЮТ-Батькивщина объявила о бесстрочных акциях протеста — и установила на Крещатике «палаточный городок» (25 палаток).

— Наибольшая организация предпринимателей малого и среднего бизнеса «Общее дело» (организаторы массовых выступлений «Налогового Майдана-2010») — объявили мобилизацию сторонников и проведение общего митинга 8.8.2011 в 10:00 (понедельник, в этот день продолжится суд над Ю. Тимошенко).

— «Всемирный конгресс украинцев» призвал немедленно освободить экс-премьер-министра Тимошенко.

— Лидер крупнейшей партии Европарламента (ЕНП) Вильфред Мартенс: «Я обращаюсь к Виктору Януковичу, чтобы прекратить этот фарс — терпение Европы достигло предела».

— Бывший сенатор США Джон Маккейн (Республиканская партия) заявил: «Я настаиваю, чтобы Тимошенко освободили немедленно», «на кону — будущее свободы и демократии на Украине».

— «Freedom House» выразила возмущение по поводу ареста Тимошенко; и призвала к её немедленному освобождению.

— Президент Европарламента Ежи Бузек: «Я обеспокоен новость о решении суда арестовать бывшего премьер-министра Юлии Тимошенко. Контекст и условия (ареста) дают повод беспокоится о том, что решение является политически мотивированным».

— От ЕвроСоюза выступили с совместным заявлением «Верховный представитель ЕС по вопросам внешней политики и политики безопасности, вице-президент Европейской комиссии Кэтрин Эштон и еврокомиссар по вопросам европейской политики соседства Штефана Фюле»: "Мы чрезвычайно обеспокоены сообщениями о сегодняшних событиях в Печерском суде, завершившихся арестом Юлии Тимошенко, лидером партии «Батьківщина».

— «Судебный процесс против Юлии Тимошенко на Украине — это позорный спектакль. Он наносит серьёзный вред большой стране», — заявил министр иностранных дел Швеции Карл Бильдт.

— Весьма важное заявление сделал МИД России (через несколько часов после ареста Тимошенко): "В связи с решением Печерского районного суда Киева арестовать Ю. В. Тимошенко, которую Генпрокуратура Украины обвиняет в превышении власти при заключении контракта на поставки российского газа в 2009 году, МИД России заявляет следующее: Все «газовые» соглашения 2009 года заключались в строгом соответствии с национальным законодательством двух государств и международным правом, и на их подписание были получены необходимые указания Президентов России и Украины.

Таким образом, Россия однозначно высказала свою позицию по «газовому делу»: действия сторон (в том числе Тимошенко) при подписании «газовых соглашений-2009» не были противозаконными.

#### Реакция на Украине и за границей в последующие дни
На следующий день (6.8.2011) поступили такие заявления относительно ареста Тимошенко:

— «Правительство США… призывает пересмотреть решение о заключении госпожи Тимошенко и рассмотреть вопрос её немедленного освобождения». А «посольство США в Киеве» обратилось за возможностью посещать Тимошенко во время её заключения.

— В Киеве прошла встреча бывшего вице-премьер-министра Григория Немыри с послами стран ЕвроСоюза, на которой, в частности, посол Франции Жак Фор передал Немыре копию «заявления МИД Франции»: «У нас вызывают сомнение мотивы этого судебного процесса. В частности, нам кажется, что не было обеспечено права на защиту».

— Представители ПАСЕ заявили: «цель ареста Тимошенко — запугать оппозицию».

— Депутат Европарламента Михаэль Галер потребовал немедленного освобождения Тимошенко: «ЕС не пойдет на отношения со страной, в которой силовые структуры ведут себя, как в 90-е годы».

— Западные эксперты (профессор из университета Торонто Тарас Кузьо; профессор политологии в Радгерском университете (США) Александр Мотыль; журналист из Праги Зиновий Фрис) заявили: «арестом Тимошенко — Янукович загнал себя в тупик». Украинский аналитик Юрий Романенко: «Ключевым в аресте Тимошенко является не то, что она выводится из игры… а то, что создаются предпосылки для внешнеполитической изоляции режима Януковича».

— О глубокой обеспокоенности «арестом Тимошенко» заявили: МИД Великобритании; МИД Польши; МИД Канады: «Канада обеспокоена очевидными политическими преследованиями, а сейчас и арестом Юлии Тимошенко»; МИД Германии: «То, что против многих членов бывшего правительства было возбуждено дело по обвинениям в злоупотреблении должностным положением, вызывает подозрения относительно политически мотивированного правосудия. Если такое впечатление будет укрепляться и дальше, это может стать значительным препятствием на пути сближения Украины и Европейского Союза».

— БЮТ заявил, что к понедельнику 8 августа — со всей Украины в поддержку Тимошенко приедет 20 тыс. человек (из Одессы, Львова, Донецка, и т. д.). Украинская диаспора в Канаде заявила, что перед «посольством Украины в Торонто» пройдёт акция в поддержку Тимошенко (8.8.2011 в 18:30).

— Чемпион мира по боксу по версии WBC в супертяжелом весе Виталий Кличко прервал подготовку к очередному бою, и вернулся на Украину: «Тимошенко оказалась за решеткой накануне годовщины независимости Украины… Если так будет и дальше — мы вечно будем жить в условиях диктатуры и тотальной коррупции… Итак, если правосудие у нас избирательное, возникает вопрос — кто следующий окажется за решёткой?»

— Партия В. Ющенко «Наша Украина» призвала его проявить солидарность с Тимошенко; и не давать показаний в суде, пока Тимошенко под арестом: «Бывший Президент и лидер оранжевой революции не должен стать игрушкой в руках власти, и своим участием легитимизировать политическую расправу». Однако, политолог Небоженко обращает внимание общественности, что судья Киреев — именно Ющенко выбрал «главным свидетелем по газовому делу», на основании этого факта Небоженко делает вывод: «Тимошенко „закрыли“ по требованию Ющенко».
8 августа 2011 (понедельник) продолжили поступать заявления:

— Бывшие политические заключённые акции «Украина без Кучмы» (находились в заключении в 2001—2005 годах) — пришли на митинг в поддержку Тимошенко и потребовали её немедленного освобождения. Они напомнили, что в 2001 году преследования оппозиции начались именно после ареста Юлии Тимошенко:
 — «Узурпировав власть в стране, гражданин Янукович… бросил за решетку экс-чиновников, которые встали на пути… спонсоров этой преступной власти. Мы, политические узники, призываем всех людей доброй воли встать на защиту Юлии Тимошенко».
— Председатель ОБСЕ Аудронюс Ажубалис выразил обеспокоенность по поводу ареста Юлии Тимошенко.

— Три церкви (Украинская православная церковь Киевского патриархата, Украинская грекокатолическая церковь, евангельских христиан-баптистов) — обратились к суду с ходатайством: «взять Ю.Тимошенко на поруки и нести за неё ответственность». Также патриарх Филарет дополнительно направил в Печерский суд послание от имени УПЦ КП — с просьбой освободить Ю. Тимошенко.

— Герой Украины Левко Лукьяненко (диссидент, отбывший в тюрьме 25 лет) — явился в зал суда и передал суду «ходатайство о взятии на поруки Ю. Тимошенко», это ходатайство подписала группа деятелей культуры Украины.

— Всего за день — в Печерский суд было направлено три ходатайства об освобождении Тимошенко (от народных депутатов; от трёх церквей и омбудсмена Карпачёвой; от диссидента Л. Лукьяненко и группы интеллигенции) — все ходатайства суд отклонил.

— Группа общественных деятелей Франции во главе с писателем Даниэлем Сальваторе Шиффер призвала освободить Тимошенко. В противном случае они угрожают призвать европейское сообщество к бойкоту Чемпионата Европы по футболу, который пройдет на Украине и в Польше с 8 июня по 1 июля 2012 года.

— К вечеру 8 августа — Хрещатик был заполнен тысячами сторонников Тимошенко; ОМОН «Беркут» пробивался сквозь толпу, чтобы вывезти Тимошенко из суда.
Несмотря на поток заявлений относительно ареста Тимошенко — в эти дни (5-8.8.2011) не поступало никаких заявлений от Администрации президента Украины.
Пресса подводит итог, что «ни один иностранный партнёр Януковича не выступил в его поддержку в связи с „газовым делом“ и арестом Тимошенко»: «Битва за свободу Тимошенко перешла на международный уровень. В процессе уже „участвуют“ Вашингтон и Брюссель, Прага и Варшава, Париж и Москва… Уровень поддержки бывшей соперницы Януковича международными организациями и правительствами европейских стран превзошёл все ожидания».

### Перерыв в судебном заседании с 12 по 27 сентября 2011
Судебные заседания по делу Тимошенко (в том числе допрос свидетелей) происходили в весьма быстром темпе (по 8-9 часов в сутки; в частности, в июне-2011 судья дал «стороне Тимошенко» на ознакомление с пятью томами дела лишь полтора дня). 9 сентября 2011 был закончен допрос свидетелей, а 12.9.2011 (понедельник) ожидалось, что судья объявит начало судебных дебатов, после чего будет вынесен приговор.

#### «Газовое дело» в увязке с «ассоциацией Украины в ЕС»
Однако, 12.9.2011 судья Киреев (в первые же минуты судебного заседания) объявил перерыв до 27.9.2011 для подготовки к дебатам. Этот неожиданный перерыв политики на Украине объясняют по-разному:

— Тимошенко заявила, что причина перерыва в том, что «дело развалилось».

— Однако преобладает мнение, что «главной причиной перерыва в суде над Тимошенко» послужило рассмотрение вопроса Украины в Совете Европы (12 сентября 2011 Совет Европы должен был начать рассмотрение вопроса о предоставлении Украине «ассоциированного членства в ЕвроСоюзе», и принять решение именно 27.9.2011; а окончательное оформление «ассоциированного членства Украины в ЕС» должно было произойти до конца 2011 года). В частности, политолог Карасёв (близкий к Ющенко) выстраивал такой «сценарий действия властей»: приостановить «дело Тимошенко», чтобы оформить «ассоциированное членство в ЕС»; а после осудить Тимошенко и продолжить давление на оппозицию.
Однако, Совет Европы решил отложить принятие решения по «ассоциированному членству Украины в ЕС» до 16.11.2011; главной причиной непринятия решения является неопределённость относительно «дела Тимошенко», которое в ЕС воспринимают как «тест Украины на демократию и правосудие».

#### Некоторая «либерализация» уголовных процессов над оппозицией
Таким образом, ЕС занял выжидательную позицию — поставив главным условием сотрудничества с Украиной — прекращение политических преследований оппозиции, в первую очередь, лидера оппозиции Тимошенко. В начале сентября-2009 произошла некоторая «либерализация» в судебных процессах над соратниками Тимошенко:

— 5.9.2011 Игорь Диденко был осуждён на три года условно; и выпущен на свободу после четырнадцати месяцев пребывания в СИЗО. Однако перед приговором Диденко несколько изменил свои прежние показания: «В своем последнем слове он сказал, что подписал договоры о таможенном оформлении газа „РосУкрЭнерго“, думая, что имеет на руках директивы Кабинета министров, а не личное распоряжение Тимошенко, и сожалеет об этом».

— 12.9.2011 Печерский суд принял решение об обследовании бывшего и. о. министра обороны Иващенко за пределами СИЗО, в частной клинике.

— 13.9.2011 Печерский суд принял решение об обследовании экс-министра внутренних дел Луценко за пределами СИЗО, в частной клинике.

#### Весьма активные заявления Запада и России по «газовому делу»
Политологи и пресса отмечают, что такая «либерализация» в отношении оппозиции стала возможной благодаря практически единогласной (и весьма активной) позиции Европы, США-Канады, России — против преследования Тимошенко и её соратников. В частности, были сделаны важные заявления:

— 31.8.2011, президент России Д. Медведев — подтвердил заявление МИД РФ относительно «дела Тимошенко» от 5.8.2011, и заявил о сомнительных основаниях преследования Тимошенко «по газовым договорам с Россией». А 6.9.2011 руководитель Газпрома Миллер заявил, что «Наши украинские коллеги сели в поезд под названием „Дешёвый российский газ“, не знают, на какой станции выйти, и не знают, что могут заехать в тупик».

— 31.8.2011, президент Европарламента Ежи Бузек поддержал предложение, высказанное совместно сенатором Маккейном и президентом ЕНП Вилфредом Мартенсом об освобождении Тимошенко под залог.

— 30.8.2011 посол Франции на Украине Жак Фор «прямо поставил в зависимость заключение „ключевых соглашений Украины с ЕС“ от хода дела Тимошенко и других лидеров оппозиции», аналогичную мысль высказал советник президента Польши Роман Кужняр.

— 1.9.2011, президент Польши Комаровский провёл встречу с Януковичем, где главным вопросом был «суд над Тимошенко» как препятствие к ассоциации Украины в ЕС.

— 9.9.2011, к Януковичу с совместным письмом обратились госсекретарь США Хиллари Клинтон и верховный комиссар ЕС по вопросам безопасности Кэтрин Эштон. Это письмо (которое пресса называет то «личным», то «секретным»), излагало совместную позицию Запада по вопросу «суда над Тимошенко», и имело важное значение. В частности, пресс-служба БЮТ заявила, что после 8.9.2011 произошли события, которые кардинально повлияли на ход судебного процесса.

— 9.9.2011 также должно было начаться слушание в суде Нью-Йорка относительно иска Тимошенко и БЮТ к компании РосУкрЭнерго и её владельцам. Ожидается, что это дело (в котором Тимошенко обвиняет РосУкрЭнерго и нынешнюю власть Украины в коррупции на сумму около 3 млрд дол.) будет весьма важным, и весьма скандальным.
14.9.2011 в Киев прибыло несколько видных политиков ЕвроСоюза, которые встретились с Януковичем (главной темой встреч было «дело Тимошенко») и представителями БЮТ:

— Президент «Европейской народной партии» (наибольшая фракция в Европарламенте) Вильфред Мартенс.

— Президент парламентской ассамблеи ОБСЕ Петрос Эфтимиу: «Я сделал своё заявление по делу Юлии Тимошенко ещё в начале августа, но, к сожалению, сейчас ситуация вызывает ещё большую обеспокоенность».

— 14.9.2011 сделал заявление Генеральный секретарь Совета Европы Торберн Ягланд (который собрался посетить Киев и Ялту 16-17.9.2011; в Ялте Торберн примет участие в ежегодной конференции «Ялтинская европейская стратегия» (сокращённо «YES»)): «Эта обеспокоенность касается выборочности правосудия на Украине, которое направлено только против оппозиции… Этот вопрос очень жестко высказывался на Комитете Министров Совета Европы».

#### Власть Украины о «газовом деле» (сентябрь 2011 года)
Относительно позиции противников Тимошенко в период с конца августа до середины сентября, то наиболее значимыми были заявления:

— 12.8.2011 интервью премьер-министра Украины Азарова французскому изданию «Le Figaro» — в котором он повторил тезисы о «подделке Тимошенко документов на переговорах с Россией в январе-2009». Также Азаров заявил, что правительство Украины прилагает усилия, чтобы больше публиковать в иностранных СМИ материалов о «суде над Тимошенко» с собственной позицией.

— 8.9.2011 на интернет-сайтах России было опубликовано поддельное «интервью, якобы от экс-министра экономики Данилишина», в котором содержатся утверждения о «наркомании Тимошенко». Данилишин сразу же заявил, что никакого подобного интервью не было. Однако, фальшивое интервью было размещено на ряде российских сайтов.

— 10.9.2011 ответственный чиновник МИД Украины Богдан Чалый в телеинтервью сказал: «Украина, в контексте газового конфликта с Россией и негативной реакции США и ЕС на дело Юлии Тимошенко, может оказаться в международной изоляции.»

— 12.9.2011 появились сообщения, что президент Янукович пригрозил министру иностранных дел Грищенко увольнением, если к концу 2011 года не будет подписана «договор об ассоциации Украины и ЕвроСоюза» (подписание этого договора ЕС однозначно увязывает с «делом Тимошенко»).
Также продолжает обостряться «газовый вопрос на Украине»:

— 12-13.9.2011 состоялся визит президента Януковича в Туркменистан, где Януковичу пообещали поставку лишь 5 млрд м³ газа, и лишь после 2015 года.

— 14.9.2011 премьер-министр Азаров сделал резкое заявление, что в случае продолжения строительства «газопроводов в обход Украины» (пропускная способность которых даже в перспективе будет в три раза меньшей, чем газотранспортной системы Украины) Украина «демонтирует газовую трубу».

### Приговор по «газовому делу» (11 октября 2011 года) и реакция на приговор

#### Вынесение приговора
11 октября 2011 года, был зачитан приговор Тимошенко (28 страниц текста), Печерский районный суд г. Киева признал Тимошенко виновной в превышении служебных полномочий премьер-министра Украины. По мнению суда, Тимошенко превысила свои полномочия премьер-министра тем, что (после переговоров 19 января 2009 года с премьер-министром России Путиным) распорядилась о заключении украино-российских договоров о поставках и транзите газа, что, по мнению суда, привело к убыткам Нафтогаза в размере 189.5 млн долларов. Суд приговорил Юлию Тимошенко к 7 годам заключения, и к возмещению ущерба «Нафтогазу» в размере 189.5 млн долларов.
По мнению же Тимошенко (и её соратников), её судят за то, что (по договорённости с Россией) на тех переговорах был устранён посредник в торговле газом — швейцарская компания РосУкрЭнерго.
В ответ на упрёки мировой общественности относительно «политического характера приговора Тимошенко», президент Янукович заявил (11.10.2011), что приговор Тимошенко «это досадный случай, который препятствует украинской евроинтеграции».

#### Сроки обжалования приговора
Сторонники Тимошенко не сомневаются, что её оправдает «Европейский суд по правам человека». Однако, проблема в том, что прохождение всех инстанций может занять около года (в течение которого власти будут содержать её в заключении). Ведь надо пройти «Апелляционный суд Киева» (он должен вынести решение в течение 4 месяцев); кассационную инстанцию (Высший специализированный суд по рассмотрению гражданских и уголовных дел); и лишь потом дело приймет к рассмотрению «Европейский суд по правам человека»; и после его решения — пересмотр дела в судах Украины.

#### Сомнения в легитимности судьи Киреева
Киреев был назначен судьей Березанского городского суда Киевской области 13.5.2009. А указом президента Януковича (указ № 489 от 20.4.2011) переведен на работу в Печерский райсуд Киева. До перевода в Печерский суд — Киреев успел рассмотреть лишь 6 уголовных дел (о краже в супермаркете; о пьяном бытовом хулиганстве; два дела о продаже наркотиков военнослужащими в Березанской колонии № 95 — осуждены условно; и дело о краже чиновником 200 тыс. грн. (25 тыс. дол.) — осужден условно).

Ю. Тимошенко несколько раз заявляла ходатайство об отводе судьи Киреева (эти ходатайства рассматривал сам Киреев, и отклонил их). Тимошенко заявила, что Киреев дал условные сроки лицам, совершившим тяжкие преступления: двум военнослужащим, виновных в продаже наркотиков в «Березанской колонии»; и условный срок для чиновника (начальник «Березанского комбината коммунальных предприятий») присвоившего 25 тыс. дол. Тимошенко считала, что такие сомнительны приговоры (особенно относительно продажи наркотиков) привели к тому, что Киреев «на крючке у генпрокуратуры» и будет выполнять «заказ сверху».
6 октября 2011 года, народный депутат Юрий Одарченко (БЮТ) подал иск в ВАСУ (Высший административный суд Украины) на судью Киреева; Одарченко заявил, что имеет документы о том, что перевод Киреева из Березанского райсуда в Печерский суд, происходил поспешно и незаконно:

— Киреев не сдавал «квалификационный экзамен» (на котором Киреева должна была аттестовать коллегия судей), позволяющих принять участие в конкурсе на место в Печерском суде. «Высшая квалификационная комиссия судей» (ВККС) вообще не объявляла конкурс на должность в Печерском суде. В результате в конкурсе принял участие лишь один Киреев. Также Киреев подал заявление о переводе не в ВККС, а непосредственно президенту Украины.
Но 18 октября 2011 года, ВАСУ сообщил Одарченко, что его иск не принят к рассмотрению, в связи с тем, что срок обжалования составляет лишь 1 месяц со дня назначения судьи. Одарченко заявил о намерении обратиться в «Европейский суд по правам человека», поскольку незаконное назначение Киреева делает нелегитимным суд над Тимошенко.
10 октября 2011 года, «Датский Хельсинкский комитет по правам человека» опубликовал пресс-релиз, в котором заявил, что судья Родион Киреев (который судил Тимошенко) «проработал в должности судьи всего два года и не имеет постоянного назначения… Очень маловероятно, что судья избирался для этого дела по процедуре случайного выбора, как того требует закон, во избежание специального назначения судей, предвзятых или зависимых».
15 октября 2011 года, Венецианская комиссия огласила заключение, что судья Киреев вообще не имел права судить Тимошенко, поскольку (в соответствии с украинским законодательством) имел статус «временного судьи», и должен был ещё 5 лет работать до статуса «постоянного судьи», который только и может судить дела такого уровня.

#### Сомнения в качестве статьи по которой судили Тимошенко
«Датский Хельсинкский комитет по правам человека» (который готовит доклад относительно «суда Тимошенко» для ПАСЕ) высказал сомнения относительно вызвала статьи по которой судили Тимошенко (статья 365 Уголовного кодекса, «превышение власти или служебных полномочий»). По их мнению, статья нечёткая, открыта для произвольных толкований, и происходит ещё из советского Уголовного кодекса. Эксперт указанного комитета (в прошлом докладчик ПАСЕ по Украине) Ханне Северинсен сказала: «Если бы все поступали, как Янукович, тюрьмы мира были бы заполнены министрами».

#### Реакция на приговор на Украине
Приговор Тимошенко обострил ситуацию в середине Украины. Среди известных политиков, только Ющенко по-сути приветствовал приговор Тимошенко; даже Янукович высказал сожаление (сомнительной искренности). На радио «Свобода» (16.10.2011) Тарас Чорновил назвал Ющенко «мерзавцем», и констатировал, что это не Тимошенко, а Ющенко «превысил свои полномочия, когда вмешался в ход газовых переговоров с Россией» и именно Ющенко создал затруднительную ситуацию в январе 2009 года, что принудило Украину-Тимошенко подписать договор на невыгодных условиях. «Он (Ющенко) делал это в корыстных целях, ибо в его интересах было вернуть в систему „РосУкрЭнерго“… это его кормушка, это его портмоне, откуда он брал свои деньги».
Ющенко поддержал приговор Тимошенко, и (в интервью «BBC») заявил, что Тимошенко совершила преступление, подготовив «газовый договор с Россией».
Что касается Януковича, то он в нескольких интервью повторил, что это Ющенко начал преследование Тимошенко по вопросу «РосУкрЭнерго и газовых соглашений с Россией от 19.1.2009». В первые дни после приговора Тимошенко — президент Янукович сказал: «приговор Тимошенко — это „досадный случай“, который осложнит евроинтеграцию».; мол, ещё будет Апелляционный суд или декриминализация «статьи Тимошенко» в Верховной Раде. Но 17 октября 2011 года, Янукович резко изменил тон и заявил, что не будет декриминализации «статьи Тимошенко», а сам он считает Тимошенко преступницей.
Политики «Партии регионов» (а также коммунисты и «блок Литвина», которые входят в правящую коалицию) встретили приговор Тимошенко — без комментариев, и без злорадства (за исключением «штатного критика Тимошенко — Богословской», которая после двухмесячного перерыва вновь появилась на ТВ).
Никто из ведущих политологов не поддержал «приговор Тимошенко», напротив они (в большинстве своём сторонники Януковича) высказались, что в интересах Украины и лично Януковича — следует по-быстрее решить вопрос с освобождением Тимошенко.
Неожиданно высказался городской голова Сум Геннадий Минаев (на фоне молчания других городских голов): «За что осудили Тимошенко? Хоть убей — не понимаю», её следует выпустить на свободу; «Ющенко надо судить, а не Тимошенко». Минаев назвал геройством — спасение правительством Тимошенко Украины в период, когда на 20 дней (при морозах в 23 градуса) отсутствовала подача газа из России.
Бывший непримиримый противник Тимошенко — Роман Безсмертный (экс-глава администрации президента Ющенко) высказался о последствиях приговора: «Ситуация такова, что она (Тимошенко) не только лидер оппозиции, она — лидер страны. Посмотрите, кто отреагировал на решение Печерского суда. Первые лица ведущих государств. Власть скоро доведет ситуацию до того, что Ю. Тимошенко, сидя в тюрьме, будет подписывать декреты, которые будут исполняться».
Депутаты БЮТ категорически выступают против приговора Тимошенко. Например, Наталья Королевская сказала в Берлине на встрече с депутатами Бундестага (18.10.2011): реакция мира на приговор Тимошенко «стала холодным душем для нынешней украинской власти», но они продолжают репрессии; украинская оппозиция не допустит формирования диктатуры. 18 октября 2011 года, партия «Батькивщина» обратилась в странам Запада с призывом:
- «арестовать зарубежные счета семьи В. Януковича, его окружения и аффилированных с ними компаний»; «Должны быть введены персональные санкции против Януковича, ключевых финансовых и политических фигур, на которых держится режим, и исполнителей их преступных приказов. Всей этой группе лиц и членам их семей следует закрыть въезд в страны евроатлантического сообщества»".[186]

Интервью для газеты «The Guardian» дала дочь Тимошенко (Евгения Карр), она сказала: мама не пойдет на компромисс с этим режимом.

#### Международная реакция на приговор
Ещё до вынесения приговора, интерес к этой теме был огромный. Например, даже на сессии Парламентской ассамблеи НАТО (Бухарест, 8.10.2011) был показан фильм «The trial of Yulia Tymoshenko. The true story» («Суд над Юлией Тимошенко. Правдивый рассказ»).
Международная реакция на приговор Тимошенко — превзошла все ожидания. По вопросу приговора, уже в первые дни высказались десятки государств Европы, США, Россия. Причём, совпали оценки Запада и России, они осудили «избирательное правосудие на Украине в отношении Тимошенко». Страны Евросоюза заявили, что пока Тимошенко в тюрьме, будет заморожено продвижение к «ассоциации Украины и ЕС».
Политологи констатировали, что «дело Тимошенко» настолько широко представлено в прессе Запада, что стало частью внутренней политики стран ЕС и США (и уже избиратели Запада требуют действий от своих политиков), например «The Wall Street Jornal» разместил обзорную статью о Тимошенко (16.10.2011): «семь лет по откровенно политическим обвинениям… Даже те, кто не знает, где Украина находится на карте — между прочим, это страна между Россией и Польшей, величиной с Францию — узнают Юлины заплетённые в косу волосы и деликатную улыбку. Конечно, за хрупкой внешностью скрывается стальная решимость. Может показаться маловероятным, что такая привлекательная публичная фигура возникла из этой серой постсоветской промышленной житницы (вроде Небраски, смешанной с Детройтом)».
Относительно реакции России и стран Запада, то можно констатировать, что после приговора наиболее жесткую позицию заняла Германия и США (раннее наиболее жестко выступала Великобритания, а также посол Франции на Украине); также впервые высказалась Италия. Официальные заявления (поступили 11-12.10.2011):

— 11 октября 2011 года, опубликовано «Заявление Администрация президента США Барака Обамы» (Б. Обама до этого воздерживался от критики президента Януковича): «Соединенные Штаты глубоко разочарованы осуждением и приговором в отношении бывшего премьер-министра Украины Юлии ТИМОШЕНКО по политически мотивированному уголовному преследованию», «Соединенные Штаты призывают освободить Ю. Тимошенко и других политических лидеров и бывших правительственных чиновников, и считают, что они не должны быть ограниченными в возможностях полноценно участвовать в политической жизни, в частности и в парламентских выборах следующего года».

— МИД России сделал заявление об анти-российском подтексте «газового дела» по которому осуждена Тимошенко. По мнению МИДа, суд «проигнорировал убедительные свидетельства» того, что газовые договоренности между Россией и Украиной, заключенные в 2009 году при участии Тимошенко, «были оформлены в строгом соответствии с законодательством России и Украины и применимыми нормами международного права». Премьер-министр РФ Владимир Путин заявил, что не совсем понимает, за что экс-премьер Украины Юлия Тимошенко получила семь лет заключения.. Президент Медведев (18.10.2011) выразил пожелание, «чтобы приговор Тимошенко не был политическим и антироссийским».

— Радикально против приговора Тимошенко в тот же день (11.10.2011) высказался государства Евросоюза: Германия (министр иностранных дел Германии Гидо Вестервелле), Франция (пресс-секретарь МИД Франции Бернар Валеро), Польша (заявление МИД Польши), Швеция (глава МИД Швеции Карл Бильдт).

— 12.10.2011 Европарламент провёл срочные дебаты относительно ситуации на Украине, запланировав на следующее пленарное заседание (27 октября 2011 года) голосование по резолюции по Украине.
— Министр иностранных дел Германии Гидо Вестервелле заявил, что сегодняшний приговор бывшему премьер-министру Юлии Тимошенко — это удар по основам правового государства на Украине, и что это решение не может остаться без последствий для отношений Украины как с Германией, так и с ЕС..

— Виола фон Крамон Таубадель (депутат немецкого парламента, спикер по вопросам Украины) заявила 16.10.2011 на пресс-конференции в Харькове): «из-за преследований представителей оппозиции Украину могут лишить права на проведение Евро-2012, также ЕС может отказаться подписывать с Украиной соглашение об ассоциации… Думаю, что последствия будут ещё до того, как мы вернёмся домой»; «Страны Евросоюза не всегда придерживаются одного мнения, но в этом случае Европа единогласна: процесс над Тимошенко — показательный и политический без конкретного состава преступления». Однако, газета Der Tagesspiegel (в статье «Совсем немного диктатуры») говорит, что на Украине всё же можно провести чемпионат Европы по футболу, по аналогии с проведением олимпиады-2008 в недемократическом Китае.

— Еврокомиссия заявила: это «событие, который будет иметь глубокие последствия для двусторонних отношений между ЕС и Украиной, в частности при заключении Соглашения об ассоциации, политического диалога и нашего сотрудничества».

— «Заявление Высокого представителя ЕС по вопросам внешних отношений и политики безопасности Кэтрин Эштон в связи с приговором по делу Юлии Тимошенко. Европейский Союз глубоко разочарован приговором Печерского районного суда по делу Юлии Тимошенко. Он был вынесен после судебного процесса, который не соответствовал международным стандартам справедливого, прозрачного и независимого судопроизводства, к чему мы неоднократно призывали в своих предыдущих заявлениях. К сожалению это является доказательством того, что правосудие применяется выборочно при политически мотивированном преследовании лидеров оппозиции и членов бывшего правительства. Особенно это неутешительно в контексте того, что страна (Украина) сейчас председательствует в „Комитете министров Совета Европы“».

— Министр иностранных дел Италии Франко Фраттини заявил, что пока в Киеве не будет пересмотрен приговор Тимошенко, Италия сможет решать с Украиной только «технические вопросы», а работать над сближением с Украиной будет трудно.

— Премьер-министр Канады Стивен Харпер направил Януковичу письмо в защиту Тимошенко. И указал на «очевидную политическую мотивированностью судебного процесса против Тимошенко».

— Против приговора высказались традиционные «лоббисты Украины в Европе» — Швеция и ближайшие соседи Украины. Страны «Вышеградской четвёрки» (Польша, Чехия, Венгрия, Словакия) на своём саммите заявили, что ассоциация с Украиной не будет подписана, пока Тимошенко находится за решёткой.
Пресс-служба Генерального секретаря ООН Пан Ги Муна сообщила (12.10.2011), что он глубоко обеспокоен по поводу судебного процесса над бывшим премьер-министром Украины Юлией Тимошенко. Недовольство «политически мотивированным приговором Тимошенко» выразили представители ПАСЕ; президент Европарламента Ежи Бузек; комиссар Совета Европы по правам человека Томас Хаммарберг, Чехия заявила, что не признаёт приговор.
Антикоррупционная организация «Transparency international» заявила, что украинская власть должна продемонстрировать уголовную суть «дела Тимошенко», если хочет избежать упреков в политических преследованиях. Freedom House заявила, что приговор Тимошенко означает конец «открытой» политики на Украине. Аналогичное мнение было заявлено правозащитными организациями Amnesty International и Human Rights Watch.
Но критика Запада и России, не оказала заметного влияния на действия украинских властей.

#### Последствия приговора — срыв переговоров в Брюсселе
14 октября 2011 (пятница) появились сообщения, что ЕС ещё не решил, принимать или нет Януковича в Брюсселе (встреча намечена на 20.10.2011). А уже на следующий день появилось ещё более важное сообщение, что «ряд компаний Великобритании и США» представили в ЕС список «50 рейдерских захватов на Украине во времена президентства Виктора Януковича»; причём в качестве рейдеров фигурируют даже некоторые министры Януковича.
17 октября 2011 года, интернет-сайты сообщили, что на встрече с западными журналистами, Янукович отказался предпринимать усилия для освобождения Тимошенко: «Какой сигнал мы даем обществу? Что, чтобы совершать преступления, надо быть членом оппозиции?»; также он отверг идею декриминализации статьи Тимошенко о «превышении служебных полномочий»: «Вы слышали от меня о каких-то обязательствах?» В тот же день (17.10.2011) телеканалы сообщили, что завтра состоится рабочая встреча президентов России и Украины в Донецке, в рамках «Второго Украинско-Российского межрегионального экономического форума».
18 октября 2011 года, Евросоюз отложил на неопределённый срок, намеченный на 20 октября визит президента Украины в Брюссель (планировалась встреча Януковича с председателями Евросовета и Еврокомиссии — Ромпеем и Баррозу); саммит Украина-ЕС по-прежнему запланирован на декабрь 2011, однако подписание соглашения об ассоциации — теперь под вопросом.
Вечером того же дня, 18 октября 2011 года, в Петербурге, на заседания «Совета глав правительств стран СНГ» был подписан «Договор о зоне свободной торговли стран СНГ» (подписан с «изъятиями» ряда товаров, том числе газа и нефти), не подписали Азербайджан, Узбекистан, Туркменистан.

— На Украину обрушился целый шквал заявлений по поводу дела Тимошенко. 

— Да, есть огромное количество заявлений. С этим никто не спорит. Но давайте посмотрим, кто конкретно делает эти заявления. В основном это делают те стороны, которые заинтересованы в сохранении данного контракта. Все понимают, что если будут изменены условия газового контракта, то возрастет цена на транзит через Украину (по действующему контракту цена газа растет, а ставка на транзит не меняется), а значит, вырастет цена на газ. Это первая причина. Вторая причина — надо посмотреть, кто в основном делает эти заявления. Это ЕНП — политические партнеры «Батькивщины».— Депутат Верховной Рады Иван Попеску, 19 октября 2011

#### События после отмены визита президента Украины в Брюссель
20 октября 2011 года, Янукович вместо визита в Брюссель, отбыл на Кубу. А 21.10.2011 появилась неофициальная информация, что ЕС на 70 % сократит выдачу Шенгенских виз гражданам Украины.
После отказа ЕС принять Януковича в Брюсселе, обсуждение «приговора Тимошенко» продолжилось:

— Парламент Канады провёл срочные четырёхчасовые дебаты о регрессе демократии на Украине, все 4 партии единогласно осудили приговор по делу Юлии Тимошенко.

— Збигнев Бжезинский (во время круглого стола «Украина на пути к зрелой государственности», 21.10.2011) назвал президента Украины «диктатором»; и сказал, что ЕС не может позволить себе уступить в «деле Тимошенко». Нельзя действовать в духе Макиавелли (мол, забудем Тимошенко и приймем Украину в ЕС), потому что на карту поставлено демократической будущее Европы.

— Экс-посол США на Украине Стивен Пайфер заявил, что саммит Украина-ЕС в декабре 2011 года становится всё менее вероятным (в связи с приговором Тимошенко); а в Вашингтоне уже обсуждают: не составить ли список невъездных украинских чиновников, наподобие санкций к чиновникам Беларуси.

— Сенаторы США Джон Маккейн и Джо Либерман заявили, что Янукович поставил антирекорд по сворачиванию демократии.

— 20 октября 2011, боксёр Виталий Кличко заявил, что недавно вернулся из поездки по Европе и США, где встречался с влиятельными политиками, и часто слышал о возможных санкциях Запада относительно Украины. Кличко настаивает, чтобы санкции применялись лишь к отдельным политикам и чиновникам, а не к стране в целом.

— Le Nouvel Observateur (Франция) опубликовал петицию писателя Даниеля Шиффера о начале сбора подписей за освобождение Тимошенко. Шиффер заявил, что суд над Тимошенко, больше похож на суд Линча или маскарад, и воскрешает мрачные воспоминания о политических чистках и сталинской диктатуре.

— 21 октября 2011 года, депутат Шкиль (БЮТ) сообщил, что есть «обращение Государственного департамента США и Канады к Европейскому Союзу относительно 55 украинских предприятий, которые были за последние два года рейдерски захвачены», якобы среди них есть высокопоставленные чиновники действующего правительства, и этим лицам будет отказано во въезде в США и ЕС.

### Апелляция
1 декабря 2011 года Апелляционный суд Киева начал рассмотрение апелляции по «газовому делу Тимошенко». Тимошенко не присутствовала на суде, поскольку уже месяц не ходит из-за болей в позвоночнике. За день до суда — судья Горб отказалась вести это дело. Новая судья Елена Ситайло отклонила все ходатайства адвокатов. После суда судью Ситайло увезла карета скорой помощи.

## Старые дела: по «долгам ЕЭСУ-1997» и «КриворожСтали»
1) 6 июля 2011 СБУ возбуждило уголовное дело (ч. 2 ст. 15, ч. 5 ст. 191 УК Украины) по факту покушения на растрату средств государственного бюджета Украины в 1997 году в особо крупных размерах на общую сумму 405 млн дол. — служебными лицами «Кабинета министров Украины-1997» и корпорации ЕЭСУ-1997. В «постановлении о возбуждении этого дела» не упоминается Тимошенко, но дело направленно против её бывшей компании ЕЭСУ.
Тимошенко заявила по поводу этого дела:

— У Украины нет финансовых обязательств перед РФ по долгам корпорации ЕЭСУ, «15 лет ни один долг не может числиться. И, кроме того, безусловно, в таких суммах, как заявлено — и близко такого долга не было». Также Тимошенко напомнила, что по этим вопросам были выиграны дела во всех судах, в том числе и в Верховном суде Украины.
2) 9 июля 2011 «Киевский апелляционный админсуд» возобновил уголовное дело против Тимошенко по иску бывшей главы «Фонда государственного имущества Украины» (ФГИ) Семенюк-Самсоненко. Этот иск Семенюк-Самсоненко подавала ещё в апреле-2010, повторно подавала осенью-2010, но «Киевский апелляционный админсуд» отказывал в возбуждении уголовного дела. Семенюк-Самсоненко оспаривает законность действий премьер-министра Тимошенко в отношении её приказа подчиненным о подписании дополнительного соглашения к договору купли-продажи предприятия «Криворожсталь» (это «Дополнительное соглашение» было оформлено в 2008 году).

### Комментарии
Относительно этих «старых дел» имеются такие отзывы:

1) Тимошенко заявила: эти дела появились потому, что «три предыдущих уголовных дела: по киотским деньгам, по медицинским машинам, по газовым делам — просто развалились».
Действительно, после того как (17.6.2011) компании «Covington & Burling» и «BDO USA» сделали вывод по «делам о „Киотских деньгах“ и „автомобилях Опель“» — эти «дела» исчезли из сообщений СМИ.

2) «Этим расследованиям больше нельзя доверять. Это просто обвинения, выдвигаемые одно за другим против Юлии Тимошенко, пока наконец что-то не получится… Я обращаюсь к своим коллегам из украинского правительства, которые присутствуют здесь. Когда вы вернетесь назад, или будете докладывать вашему правительству, скажите им, чтобы они остановились. Это — возмутительно!» — сказал Дэвид Крамер (исполнительный директор FreedomHouse) на конференции «Будущее Украины: вызовы и последствия власти в Украине» (конференция прошла 7 июля 2011 в Вашингтоне, организована «Институтом международной экономики Петерсона», «Центром США и Европы Брукингского института», «Атлантическим Советом»).

## Пребывание Тимошенко в тюрьме, 2011 год

### Резкое ухудшение здоровья Тимошенко в СИЗО
До ареста (5.8.2011) Тимошенко отличалась завидной работоспособностью и физической формой. Например, в мае 2011 папараци опубликовали репортаж, как Тимошенко бегает кросс по воскресеньям — 10 км (три круга вокруг рощи в своём дачном посёлке).
Однако, начиная с первой недели после ареста — уже 15.8.2011 адвокаты Тимошенко заявили о появлении на теле Тимошенко кровоподтёков; и потребовали в суде допуска к Тимошенко личного врача, который взял бы кровь для анализа. 25 августа Тимошенко повторно подала суду ходатайство: «Я вас прошу, чтобы моя медсестра взяла у меня анализ крови… чтобы провести экспертизу в своей лаборатории». Депутаты от БЮТ (Бригинец и Павловский) заявили, что по мнению медиков, указанные кровоподтёки являются следствием отравления Тимошенко в тюрьме.
Соратники Тимошенко считают, что болезни Тимошенко в тюрьме ― результат её отравления. Поэтому тема «анализа крови» является главным требованием Тимошенко к властям:

— Омбудсмен Нина Карпачёва (бывшая регионалка), побывав у Тимошенко, сказала, что «Тимошенко требует, требует и умоляет ― взять у неё анализ крови».

— На съезде ЕНП (6-8.12.2011) в Марселе была принята резолюция по Украине с требованиями: допустить к Тимошенко «комиссию врачей Евросоюза», в частности для взятия анализа крови.

— Дочь Тимошенко (Евгения), выступая на съезде ЕНП (6.12.2011) сказала о том, что власти уже более 4 месяцев отказывают Тимошенко в анализе крови, «Боюсь, что эти пытки будут продолжаться, пока маму не убьют». После выступления Евгении — зал съезда ЕНП встал и поддержал её аплодисментами.
Здоровье Тимошенко начало ухудшаться в сентябре-октябре 2011 года: в сентябре она тяжело переболела ангиной; с конца октября у Тимошенко начались сильные боли в позвоночнике (комментаторы указывают, что подобные «нечеловеческие боли позвоночника» были у Ющенко в первые недели его отравления в 2004 году).
С конца октября Тимошенко уже не могла ходить из-за болей. 23 ноября 2011 года Тимошенко наконец-то обследовали в «Киевской областной клинической больницы» ― магнитно-резонанскная томография (МРТ) выявила у Тимошенко «межпозвоночную грыжу». Медработница больницы рассказала: «Она была такая измученная, мы едва узнали её ― даже страшно смотреть. Мы до сих пор плачем, когда вспоминаем. Она не могла идти. Два конвоира схватили её (под руки) и поволокли».
За весь период ареста, к Тимошенко в СИЗО не пустили ни одного украинского или иностранного политика; не пускают членов семьи; пропускают только адвокатов (в основном это Сергей Власенко) и омбудсмена Карпачёву; а 29.12.2011 Тимошенко посетила комиссия «комитета Евросоюза по вопросам предотвращения пыток» во главе с руководителем комитета Летифом Гусейновым. Посещение было связано с тем, что «непредоставление медицинской помощи» считается одной из разновидностей пыток.

### День рождения Тимошенко, 2011
27 ноября 2011 года, в день рождения Тимошенко — во Владимирском соборе Киева, и во всех церквях Киевского патриархата, в храмах греко-католиков и католиков Украины, прошли молебны за здравие Юлии Тимошенко. На площади перед Лукьяновским СИЗО был дан праздничный концерт популярных украинских артистов; на митинг пришли пять тысяч сторонников Тимошенко. Однако Тимошенко поздравлений не услышала, накануне её перевели в другую камеру, из которой не видна площадь перед СИЗО.
На следующий день, на встрече с президентом Комаровским (28.11.2011) президент Янукович заверил, что «Тимошенко будут лечить на уровне европейских стандартов» и пообещал «в ближайшее время» внести изменения в «Уголовно-процессуальный кодекс» (имеется в виду декриминализация статьи, по которой осуждена Тимошенко). Однако адвокат Власенко заявил (29.11.2011), что Тимошенко не оказывают медицинской помощи; у неё появились новые симптомы: «головокружение, у неё идёт кровь из носа, у неё немеет левая рука»; Власенко добавил: «живая Тимошенко Януковичу не нужна».

### Политический резонанс «болезни Тимошенко»
6-8 декабря 2011 года депутаты БЮТ заблокировали работу парламента Украины (парламент не работал три дня) с требованием освободить Тимошенко, над креслом спикера они повесили транспарант «Янукович, не убивай Юлю».
Евросоюз заявил, что интеграция Украины и ЕС — возможна только при условии соблюдении прав человека, а конкретно они требуют: освободить Тимошенко и предоставить ей возможность участвовать в грядущих выборах, в противном случае, как заявил посол Евросоюза на Украине Тейшейра: продвижение к ассоциации Украины и Евросоюза будет отложено.
Наибольшую поддержку Тимошенко на Западе оказывает «Европейская народная партия». В эту партию входят канцлер Меркель и президент Саркози; первые лица ЕС: Баррозу, Ромпей, Бузек; премьер-министры Франции, Испании, Португалии, Швеции, Финляндии, Ирландии, Польши, Венгрии, Румынии, Болгарии, Мальты… ЕНП занимает жесткую позицию в поддержку Тимошенко ― лидер ЕНП Вильфред Мартенс сказал на съезде партии 7.12.2011: «Соглашение с Украиной не может быть подписано, имплементировано или ратифицировано, пока не будет… освобождения Юлии Тимошенко и других политических заключенных».
Европейский парламент (1.12.2011) и съезд ЕНП (7.12.2011) ― приняли резолюции по Украине, в которых сказано, что актуальным условием ассоциации Евросоюза и Украины является: освобождение Тимошенко, и предоставление ей возможности участия в будущих выборах. Однако, в тот же день власти Украины поставили антирекорд: 7-8 декабря 2011 года Тимошенко начали судить (уже по новым уголовным делам) прямо в медсанчасти СИЗО; Тимошенко лежала в кровати, а три прокурора и судья с помощницей вершили суд; 8 декабря судебное заседание в СИЗО продолжалось 12 часов, Тимошенко три раза осматривал консилиум врачей и пять раз она заявляла, что не может участвовать в слушаниях по состоянию здоровья. Послы Евросоюза и США были шокированы таким беспрецедентным судом, посол ЕС Тейшейра и «послы 24-х стран ЕС» — 9.12.2011 организовали встречу с омбудсменом Карпачёвой, которая сказала, что «состояние Тимошенко ухудшилось, это видно визуально», ей ежедневно колят обезболивающие преператы.
 Газета «Сегодня» писала 8.12.2011: «Под СИЗО Тимошенко называли мученицей и целовали её портрет».
Между сторонниками и противниками Тимошенко происходит заочная полемика (хотя никто не отрицает факт значительного ухудшения здоровья Тимошенко):

— Экс-министр здравоохранения Полищук сказал (2.12.2011), что Тимошенко требуется срочное лечение за пределами СИЗО, иначе она может стать инвалидом. А медики пенитенциарной системы уверяют, что лечения в СИЗО достаточно, и операция не нужна.

— Первый заместитель генпрокурора Ренат Кузьмин не касался вопроса здоровья, но сказал, что у Тимошенко в камере плазменный телевизор, кондиционер, душ, горячая вода. Адвокат Власенко это отрицает, и говорит, что камера настолько холодная, что Тимошенко постоянно находится в верхней одежде и перчатках.
Все эти события происходят на фоне роста напряжённости на Украине; рейтинг правящей «Партии регионов» на начало декабря 2011 года — впервые за многие годы стал ниже (правда, всего лишь на 1 %), чем рейтинг «политсилы Тимошенко».
9 декабря 2011 года адвокат Власенко заявил, что по его мнению «господин Янукович давал команду её травить» и что сторона Тимошенко будет вновь просить суд и прокуратуру — дать разрешение на обследование Тимошенко (с взятием анализа крови) независимыми врачами: премьер-министр Канады направил в БЮТ официальное письмо о готовности Канады предоставить «лучших врачей для Тимошенко»; такую же готовность выразил «комитет Евросоюза по вопросам предотвращения пыток»; или же по линии «Красного креста».

## Оценка «уголовных дел против КабМина Тимошенко» в ЕвроСоюзе и США
В первые полгода власти Януковича — пресса и политики Запада (ЕвроСоюз и США) воздерживались от критики в его адрес; в частности, по той причине — что Януковича на президентских выборах поддержал признанный Западом экс-президент Ющенко (Ющенко неоднократно делал заявления о том, что на Украине после президентских выборов-2010 появится «про-украинский премьер-министр», прозрачно намекая, что Янукович назначит его премьер-министром).

Негативные оценки деятельности Януковича — стали преобладать на Западе с осени-2010, и особенно с декабря-2010 (после ареста Луценка и начала допросов Тимошенко) и с декабря-2010:
- появляются настороженные и негативные оценки относительно «демократии на Украине» — в прессе ЕвроСоюза и США, от имени правительств и неправительственных организаций
- внутри Украины — происходит быстрое падение рейтинга Януковича и «Партии регионов» (за период с мая-2010 по май-2011 — падение более, чем в два раза).

### Сенатор Маккейн и лидер ЕНПВильфрид Мартенс
Партия Тимошенко «Батькивщина» является «ассоциированным членом Европейской народной партии» — соответственно, ЕНП постоянно оказывает Тимошенко поддержку.
Сенатор США Джон Маккейн от имени «администрации президента Буша» курировал некоторые вопросы внешней политики, в частности связи с Украиной — в марте 2007 Тимошенко была с визитом в США и встречалась там с сенатором Маккейном и госсекретарём Кондолизой Райс (это был один из переломных периодов в судьбе Украины, когда готовился «досрочный роспуск парламента Украины»). Поддержку Тимошенко оказывала Хиллари Клинтон — с ней премьер-министр Тимошенко встречалась в Киеве, ещё в 2005 году; а летом 2010 года, когда Тимошенко уже была в оппозиции, госсекретарь США Хиллари Клинтон встречалась с Тимошенко в Киеве.
После удачных для республиканцев выборов в Сенат в октябре-2010 — сенатор Маккейн стал одним из лидеров «республиканского большинства в Сенате США».
После начала преследования партии «Батькивщина» (во время подготовки к местным выборам на Украине, в сентябре-октябре 2010); и преследования самой Тимошенко — сенатор Маккейн и лидер ЕНП Мартенс — неоднократно обращались к властям Украины с призывами «прекратить преследования лидера оппозиции Тимошенко». Благодаря их заявлению — с Тимошенко была временно снята «подписка о невыезде», и она 24 марта 2011 года посетила «саммит ЕПН в Брюсселе», где встречалась также с президентом Европарламента Ежи Бузеком, с комиссаром Европарламента Фюле, и другими руководителями ЕвроСоюза.
21 июня 2011 сенатор Маккейн и лидер ЕНП Мартенс — вновь обратились к властям Украины:

— «„Мы вновь повторяем наш предыдущий призыв к украинским властям разрешить Юлии Тимошенко посетить заседание ЕНП в Страсбурге и Брюсселе 22 и 23 июня 2011“, — подчеркнули Маккейн и Мартенс. „Мы разочарованы тем, что нам приходится вторично делать публичное заявление по этому поводу. Поэтому мы призываем украинские власти снять все ограничения по посещению Юлией Тимошенко международных событий, не говоря уже о том, что продолжение этой подписки о невыезде может рассматриваться, как выборочное преследование членов оппозиции в Украине“, — говорится в заявлении сенатора США и президента ЕНП… Как известно, лидер оппозиции Юлия Тимошенко получила приглашение принять участие в работе сессии ПАСЕ. Однако в пятницу, 17 июня, Генеральная прокуратура запретила Тимошенко осуществить рабочие поездки по Украине, а также визиты в Страсбург и Брюссель».

### «Transparency International»
15 октября 2010 года Миклош Маршалл (региональный координатор по Восточной Европе и Центральной Азии неправительственной международной организация по борьбе с коррупцией «Transparency International») заявил (в связи с окончанием «аудита Кабмина Тимошенко» силами КРУ Минфина Украины и «двух фирм из США»): «Оно (расследование, аудит) было проведено по поручению нового правительства против предыдущего правительства. Очень трудно утверждать, что здесь речь идет о полноценном расследовании, а не об „охоте на ведьм“» — статья «Аудит Тимошенко — скорее охота на ведьм» в газете «Сегодня» (принадлежит Р. Ахметову из «Партии регионов»).

### «Freedom House»
Уголовные дела открытые против лидера оппозиции Тимошенко и её КабМина — стали причиной, скептических оценок Запада относительно «прав оппозиции» и «независимости судов на Украине». 29 июня 2011 был опубликован «доклад Freedom House „Нации в пути“» (в докладе проанализировано развитие демократии в 29 странах); относительно Украины сказано:

— «свертывание реформ в Украине происходит под руководством Президента Виктора Януковича». В исследовании отмечается спад в украинской демократии по 5 из 8 основным исследуемым показателям. Это касается сворачивание свободы прессы, нарастание давления властей на оппозицию, отступления от демократии в общегосударственном управлении, уменьшение независимости судов, рост коррупции;

— «в таком ключевом для региона государстве, как Украина, „произошло снижение демократических показателей“ по большинству исследуемых параметров».
14 июня 2011 «Freedom House» опубликовала отчёт «Сигнал тревоги: в защиту демократии на Украине». В отчёте выражена обеспокоенность концентрацией власти на Украине в руках «Партии регионов», что привело к «более жестким условиям для СМИ», к «выборочному преследованию представителей оппозиции», к «вмешательству СБУ в политическую жизнь». Вывод в отчёте: «Страна уверенно шагает в сторону авторитаризма». Также в докладе подробно изложено «беспокойство по поводу условий проведения и результатов парламентских выборов, которые, вероятно, будут назначены на ноябрь 2012 года».
Выводы указанного отчёта поддержала анти-коррупционная организация «Transparency International» — «глава представительства „Transparency International“ на Украине» Алексей Хмара сказал (14.6.2011):
- «Если мы посмотрим на центральную власть, то увидим, что она на 90 % состоит из представителей одной политической силы. Это говорит о том, что тот так называемый механизм сдерживания и противовесов, который президент Кучма долго разрабатывал, не действует»; «любая страна, которая себя уважает, хочет быть членом авторитетных международных объединений, таких как Совет Европы, ОБСЕ, разных экономических форумов… Наверное, крайне неприятно, когда с тобой не хотят даже рядом садиться. Одна из возможных потерь, которая может ждать Украину от подобных докладов, заключается как раз в том, что ни одна уважающая себя страна не захочет иметь дела с нынешней украинской властью».

### Важная резолюция Европейского парламента: «Дела Юлии Тимошенко и других членов бывшего правительства»
9 июня 2011 года «Европейский парламент» принял — весьма важную резолюцию по Украине «Дела Юлии Тимошенко и других членов бывшего правительства»:

«Европейский парламент, Принимая во внимание свои предыдущие резолюции по Украине, в частности резолюцию от 25 ноября 2010 года… Принимая во внимание заявление своего Президента о задержании Юлии Тимошенко 24 мая 2011 года, Принимая во внимание заявление представителя Верховного представителя ЕС Кэтрин Эштон от 26 мая 2011 по делу Юлии Тимошенко,Принимая во внимание заявление Комиссара Штефана Фюле после его встречи с Юлией Тимошенко 24 марта 2011 года…

1. Подчеркивает важность обеспечения максимальной прозрачности расследований, уголовного преследования и суда, а также предостерегает против возможного применения уголовного правосудия как средства достижения политических целей.

2. Обеспокоен ростом выборочного преследования деятелей политической оппозиции на Украине, а также непропорциональностью применяемых мер, особенно в случае Тимошенко и бывшего министра внутренних дел Луценко; обращает внимание на то, что Луценко находится под арестом с 26 декабря 2010 года…»
Во время дебатов по данной резолюции — большинство «фракций Европейского парламента» высказались за прекращение «политических преследований на Украине»:
- Фракция «Европейской народной партии» (ЕНП, 264 депутата), Михаэль Галер: «Президент Янукович и его структуры должны прекратить эти преследования. Он лично несет ответственность за жизни Тимошенко, Юрия Луценко, их сотрудников и сторонников»; «Господин ЯНУКОВИЧ, Ваше поведение в этих делах является лакмусовой бумажкой того, заслуживаете ли Вы доверия и действительно ли желаете внедрить европейские ценности в Украине».[251] Шон Келли: «нельзя иметь настоящую демократию, не имея свободной, сильной и эффективной оппозиции».[251]
- Фракция «Альянс либералов и демократов за Европу» (АЛДЕ, 85 депутатов), Леонидас Донскис: «Юлия Тимошенко и другие члены бывшего правительства Украины… не должны рассматриваться… как виновные и ответственные за то, что воспринимается как „ответственность за политические действия“».[251]
- Фракция «Европейские консерваторы и реформисты» (ЕКР, 56 депутатов), Чарльз Теннок: «Эти обвинения, на мой взгляд, похожи на политически мотивированные».[251]
- Фракция «Зелёные — Европейский свободный альянс» (56 депутатов) Рауль Ромева: «мы выражаем нашу обеспокоенность из-за широко распространенного мнения, что последние дела, возбужденные против Тимошенко и некоторых других членов правительства, являются политически мотивированными».[251]

Не поддержала резолюцию фракция «Прогрессивный альянс социалистов и демократов (С&Д)» (185 депутатов), которая сотрудничает с правящей на Украине «Партией регионов» (с 14.10.2010) и союзной ей «соцпартией Украины». Однако это сотрудничество с «социалистами Европы» сокращается — 1 июля 2011 СПУ была исключена из Социнтерна с формулировкой: «за несоответствие действий основополагающим ценностям и принципам Интернационала».

### Оценка правительства США, и стран ЕвроСоюза
24 июня 2011 Госдепартамент США заявил, что суд над Ю.Тимошенко является политически мотивированным процессом над представителями оппозиции.
22 июня 2010 (накануне начала суда над Тимошенко) — посол Великобритании на Украине Ли Тёрнер — дал интервью газете «День», где предостерёг власти Украины от преследования оппозиции:
- «Мы внимательно следим за развитием уголовных дел против бывших правительственных чиновников… мы обеспокоены предположениями о возможных политических мотивах этих дел. В то время как Украина проводит переговоры относительно соглашения об ассоциации с ЕС и председательствует в Комитете министров Совета Европы, мы призываем украинскую власть обеспечить соблюдение Украиной взятых на себя международных обязательств… Мы продолжим наблюдение за последующим рассмотрением этих дел в судах, а особенно дел, возбужденных против лидеров оппозиционных политических сил… В случае ухудшения ситуации, мы будем вынуждены пересмотреть свою позицию и проведем консультации с нашими европейскими и другими международными партнерами относительно наиболее адекватного ответа. Сейчас мы четко объяснили представителям украинской власти, что какое-либо впечатление о выборочности и непропорциональности применения правового воздействия может значительно и на длительное время навредить международной репутации Украины».[256]

1 июня 2011 выступая на министерской конференции «Сообщество демократий» в Вильнюсе, государственный секретарь США Хиллари Клинтон выразила озабоченность по поводу политически мотивированного судопроизводства на Украине в отношении бывшего премьер-министра Юлии Тимошенко. На эту конференцию была приглашена и Ю. Тимошенко, но Печерский суд не дал разрешения на поездку.
16 июня 2011 посол Германии на Украине Ганс-Юрген Гаймзет заявил (в интервью Deutsche Welle), что Германия обеспокоена ситуацией вокруг бывших высших должностных лиц на Украине, особенно возбуждением уголовных дел в отношении экс-главы МВД Юрия Луценко. Ещё в январе 2011 — министерство иностранных дел Германии выразило обеспокоенность по поводу возбуждения дел против бывших чиновников правительства Тимошенко; МИД Германии отмечал тогда, что «политическое преследование оппозиции может стать препятствием для евроинтеграции Украины».
27 июля 2011 экс-посол США на Украине (экс-заместитель госсекретаря США в 2000-х) Стивен Пайфер заявил, что «Януковича вряд ли пригласят в Вашингтон», поскольку «он нарушает демократические нормы», преследуя Тимошенко: «На Западе единодушно заявляют о том, что суд над экс-премьером является попыткой вывести из игры лидера оппозиции». Пайфер делает вывод, что «такая политика уже свела на нет перспективы Януковича получить приглашение посетить Вашингтон»; «отношения Украины с Западом могут потерпеть крах, как и ожидания (Украины) относительно вступления в ЕС, а Януковичу достанется роль одинокого игрока на мировой арене». Через неделю — этот «прогноз Пайфера» получил подтверждение: 4 августа 2011 Янукович поздравил президента Обаму с 50-летием и пригласил на Украину «в любое удобное для него время»; однако пресс-аташе посольства США на Украине в тот же день ответил, что «Обама никак не сможет посетить Украину… Визит Президента в это время невозможен вообще»; хотя ещё в июне-2011 посол США на Украине Джон Теффт сообщал, что Украина ведёт переговоры с США о возможности организации визита Обамы на Украину.
28 июля 2011 посол Франции на Украине Жак Фор заявил, что «газовое» дело Тимошенко — далеко от права: «Для нас во Франции это мероприятие, этот суд, уголовное дело находится очень далеко от права, но находится очень близко к политике». По его мнению, уголовное дело, возбужденное против Тимошенко по газовым контрактам с Россией, не способствует формированию позитивного имиджа Украины в мире.

### Оценка СМИ США, и стран ЕвроСоюза
29 июля 2011 влиятельный британский журнал «The Economist» опубликовал редакционную статью «Демократия на скамье подсудимых» (англ. «Democracy on trial») в которой заявлено: «рядом с Тимошенко на скамье подсудимых находится также доверие к Януковичу и его верность демократии». «The Economist» говорит о политической стороне суда:
- «Тимошенко — не обычная обвиняемая. Она была лидером Оранжевой революции 2004 года. Она дважды была премьер-министром страны. Только в прошлом году она с незначительным разрывом проиграла на президентских выборах Януковичу, бывшему механику, которого отстранила от власти Оранжевая революция».[263] «Суд над Тимошенко может полностью уничтожить Януковича».[263]

«The Economist» неоднократно (в 2009—2011) выступал с редакционными статьями (на Западе такие статьи называют «endorsement») в поддержку Тимошенко. В частности, в статье «Апельсин и два лимона» (25.01.2010, перед вторым туром президентских выборов-2010): «Тимошенко — очень талантливый политик, который способен проводить жесткие реформы… она является лучшим выбором (для Украины)». А в 2009 году — «The Economist» пригласил премьер-министра Юлию Тимошенко — подготовить статью для ежегодного выпуска «Мир в 2009 году».
На протяжении июня-июля 2011 ряд западных СМИ взяли интервью у Тимошенко:
- Английская «The Guardian» («Юлия Тимошенко: коррупционный процесс имеет целью уничтожить украинскую оппозицию», Том Парфитт, Киев, 23.6.2011): «западные дипломаты говорят, что судебное преследование Тимошенко выглядит политически мотивированным атакой».[266]
- Американская «The New York Times» («Бывший премьер-министр предстала перед судом в Украине», Майкл Швирц, 24.6.2011): «Тимошенко была одним из лидеров народного восстания, которое отстранило от власти Януковича в 2004»,[266] «С красной розой и Библией в руке — Тимошенко заняла свое место в переполненной, душной комнате (Печерского суда)».[266]
- Немецкая «Die Welt» («Эмоциональное начало процесса в Киеве», Нина Еглинськи, Киев, 25.6.2011): «В почти 45-минутном выступлении она перекладывает вину по газовым переговорам на посредническую компанию РосУкрЭнерго (РУЭ) и его совладельца Дмитрия Фирташа. Она не могла полагаться на тогдашнего президента Виктора Ющенко. По её словам, в начале 2009 года Европа и Украина оказались в самом тяжелом газовом кризисе, поэтому она полетела в Россию, чтобы взять на себя переговоры с Путиным. На вопрос, почему она договорилась о такой высокой цены, она ответила: „Если Украина хочет быть независимой, она должна быть готова платить за газ мировую рыночную цену“».[266]
- Немецкая «Die Welt» («Психологическая война — судья бежит от Юлии Тимошенко», Нина Еглинськи, 6.7.2011): «Тимошенко упорно отказывается вставать перед судьей… „это — мой способ протестовать против украинского правосудия и судьи“, — отмечает она»;[266] «когда начинает говорить обвиняемая… у судьи Киреева начинает неконтролируемо дергаться верхняя правая часть лица».[266]
- Французская «Le Figaro» («Тимошенко: „Янукович применяет против оппозиции советские методы“», Пьер Авриль, 15.7.2011): «Генеральный прокурор (Пшёнка) является членом семьи (кум) Януковича. Брат прокурора является заместителем председателя „Высшего специализированного суда по рассмотрению гражданских и уголовных дел“… президент поручает генеральному прокурору покончить с нежелательными политиками путем фабрикации дел, а в конце судебной цепи — брат прокурора, который все это утверждает… Янукович стоит перед выбором: разрушить свой имидж, преследуя оппозицию, или проиграть следующие выборы».[266]

После ареста Тимошенко (5.8.2011) оценки стали жестче:
- Американская «The Washington Post» («Выбор для Украины», 12.8.2011): «В течение нескольких недель в Киеве продолжается судебный процесс против Тимошенко по надуманым обвинениям… Администрация Обамы и европейские правительства единодушно заявляют, что судебное преследование Тимошенко является политически мотивированным… Даже Россия выступила с заявлением… Дело в том, что у Януковича не будет шансов получить соглашение об ассоциации с ЕС… если он не откажется от преследования Тимошенко… Карл Бильдт в газете „Moscow Times“: „Если странные сцены, свидетелями которых мы являемся сегодня в Киеве, будут продолжаться, даже самым близким европейским друзьям Украины будет сложно найти причины для углубления отношений“».[267]
- Немецкая «Süddeutsche Zeitung» («Янукович ведет войну против собственного народа», Томас Урбан, 16.8.2011): «бывший министр внутренних дел Юрий Луценко с декабря находится в заключении. Ему предъявлено столь же очевидно сфабрикованное обвинение, как и Тимошенко. С самого начала эта ситуация выглядела гротескной».[268]

## Оценка «уголовных дел против КабМина Тимошенко» в России
«Дело о российско-украинском газовом договоре-2009» напрямую связано с Россией. Абсурдные заявления Ющенко о «измене Тимошенко в пользу России в 2008 году» — теперь звучат из уст «Партии регионов» Януковича. В 2008-м году Тимошенко уже ответила на эти обвинения: «такие заявления… нуждаются не в комментариях, а в услугах хорошего столяра, чтобы изменить вывеску Секретариата президента (Ющенко) на „палата номер шесть“».
24 июня 2011 (в первый день суда над Тимошенко) в зале суда поначалу «все места заняли ребята в черных футболках с портретами Тимошенко, Путина и Медведева. По словам „черномаечников“, так они символизировали связь Тимошенко и России» — потом их выдворили, освободив места для «посла ЕвроСоюза Тейшейры» и для «заместителя посла ФРГ Анны Фельдгузен». А один из этих «чёрномаечников» рассказал в зале суда (см. на Youtube), как эту группу организовывали в одном из районных штабов «Партии регионов», и завели в суд в 6:00. То есть, «Партия регионов» разыгрывает довольно странную тему «компрометации Тимошенко в связи с её политикой, направленной на добрососедские отношения с Россией».
СМИ России признают, что «Суд над Тимошенко — самая трудоемкая политзадача Украины после „оранжевого“ 2004 года. От её решения зависит, в каком направлении будет двигаться страна».
До августа 2011 — официальные лица России не делали никаких заявлений или комментариев по «делу Тимошенко о российско-украинском газовом договоре-2009». Но относительно самих «договоров» — премьер-министр России В. Путин на переговорах с руководителями Украины (премьером Азаровым и президентом Януковичем) однозначно высказался в том смысле, что «российско-украинские договоры по поставкам газа существуют, и их надо просто выполнять». Аналогичную позицию занимает и президент России Медведев.

### В. Путин о «формуле ценообразования в договоре-2009» и о «политической составляющей»
7 июня 2011, пресс-конференция премьер-министров Путина и Азарова — по результатам переговоров о цене за газ. В. Путин о деталях переговоров: «Чтобы быть совсем точным, хочу сказать, что формула цены на природный газ для Украины — точно такая же, как для всех наших остальных партнёров в Европе. Там есть и газойль, и мазут, и так далее — точно такая же формула. Значит, то, что наши украинские друзья предлагают… Они говорят: давайте мы эту формулу изменим и туда заложим другие компоненты. Но мы не закладываем одни компоненты для Германии, одни — для Польши, третьи — для Украины, четвёртые — для Румынии. Тот газойль… колеблется на мировых рынках так же, как нефть… это универсальная формула, и она не является исключением для Украины. Это очень важно, я хочу, чтобы вы знали об этом все… Посмотрите повнимательнее — не намного, но всё-таки практически для всех основных потребителей в Европе газ дороже, чем для Украины: Польша (рядом с Украиной) — дороже, в Германии не намного, но тоже дороже…
И по транзиту… Знаете, я понимаю политическую составляющую: всё, что делалось прежним руководством, было плохо, всё, что делается, — хорошо. И так всегда и везде. Украина — не исключение. И в России всё то же самое, и в европейских странах всё то же самое. Но я вам могу сказать, что споры с правительством Тимошенко были очень жёсткими, и они нам поставили жёсткое условие — если рыночное ценообразование на газ, то и должно быть рыночное ценообразование на транзит. Вот так и договорились».
В течение июня-июля 2011 года Украина продолжала добиваться «пересмотра газовых договоров, заключенных 19.1.2009» в сторону значительного уменьшения цены на газ. Также Украина отказалась войти в «Таможенный союз» (с Россией, Беларусью, Казахстаном) — и в июне-июле 2011 года Россия значительно повысила пошлины на импорт из Украины ряда важных товаров: трубы, изделия металлургии; мясо-молочная продукция, в том числе сыры; карамель и пр. 26 июля 2011 «президент России Медведев» перенёс на осень свой визит на Украину (визит был намечен на «День военно-морского флота России», 31 июля), причиной переноса визита называли «разногласия в газовой сфере».

### Важное заявление МИД России в связи с арестом Тимошенко 5.8.2011
5 августа 2011 (через несколько часов после ареста Тимошенко, которое произошло в 16:08) МИД России сделал важное заявление:
- «Заявление МИД России. 1196-05-08-2011

В связи с решением Печерского районного суда Киева арестовать Ю. В. Тимошенко, которую Генпрокуратура Украины обвиняет в превышении власти при заключении контракта на поставки российского газа в 2009 году, МИД России заявляет следующее:
Все „газовые“ соглашения 2009 года заключались в строгом соответствии с национальным законодательством двух государств и международным правом, и на их подписание были получены необходимые указания Президентов России и Украины.
Исходим из того, что судебное разбирательство в отношении Ю. В. Тимошенко должно быть справедливым и беспристрастным, отвечать всем требованиям украинского законодательства при обеспечении возможностей защиты и соблюдении элементарных гуманитарных норм и правил. 5 августа 2011 года».
Таким образом, Россия однозначно высказала свою позицию по «газовому делу»: действия сторон (в том числе Тимошенко) при подписании «газовых соглашений-2009» не были противозаконными.
Газета «Коммерсантъ» (со ссылкой на неофициальный источник в Администрации Президента России, 5.8.2011) сообщила, что дополнительно «Кремль предупредил президента Украины Виктора Януковича о „долгосрочных последствиях“ в связи с лишением экс-премьер-министра Украины Юлии Тимошенко свободы».

#### Президент России Медведев: «Это позиция всего российского руководства»
31 августа 2011 президент Российской Федерации Д. Медведев, отвечая на вопросы журналистов «кремлёвского пула», дополнительно подчеркнул значимость указанного заявления МИД России в отношении суда над Тимошенко:

— «„Это позиция всего российского руководства“, — сказал Медведев».

— «„Мы же понимаем, каким образом судят Тимошенко и за что. Её судят за договорённости с Россией, а не за прежние грехи“, — подчеркнул он».
Медведев пояснил, что «суд над Тимошенко» не поможет украинскому руководству получить «низкую цену на российский газ»: «если вы хотите скидку на газ, вы должны стать частью интеграционного пространства. Либо… вы делаете нам коммерческое предложение… такое, как предложение (от Беларуси) продать газотранспортную систему»; «Они не хотят ни того, ни другого… это иждивенчество».

### Заявления представителей российской власти по «газовому договору-2009»

#### Заявление «источника в Кремле»: Ющенко обманывает суд. 17.8.2011
17 августа 2011 года (через несколько часов после показаний Ющенко в суде по «газовому делу-2009») неназванный «высокопоставленный представитель администрации президента России» заявил журналистам:

— «Ющенко обманывает свой суд». «Находясь на посту президента, он лично хотел получить политические дивиденды и предлагал президенту России Дмитрию Медведеву самим подписать соглашение об урегулировании газовых проблем… На это ему было сказано, что данный вопрос находится в компетенции правительств двух стран». «Кроме того, в телефонных разговорах с Медведевым — позднее Ющенко прямо заявлял, что он полностью доверяет Юлии Тимошенко, она обладает всеми необходимыми полномочиями, и что он поддержит достигнутые с Россией соглашения», — отметил представитель администрации Кремля.

#### Заявление министра энергетики России Шматко (18.8.2011): контракты 2009 года легитимны
18 августа 2011 года министр энергетики России Сергей Шматко сделал заявление относительно «судебного разбирательства в Киеве, где отвечать за договоренности с Россией (в 2009 году) приходится бывшему премьер-министру Юлии Тимошенко»:
- «Мы исходим из того, что подписанные контракты и договоренности полностью соответствуют и нормам международного права, и духу наших межправительственных соглашений. Поэтому мы никогда не сомневались в их легитимности».[281]

### Позиция России относительно приговора Тимошенко по «газовому делу» (11 октября 2011 года)
11 октября 2011 года, в день вынесения приговора, МИД России сделал официальное заявление (см. сайт МИДа РФ):

— «нельзя не принимать во внимание тот факт, что руководство многих государств и мировая общественность воспринимают весь этот судебный процесс как инициированный исключительно по политическим мотивам. Обвиняя Ю. В. Тимошенко в превышении власти при заключении контракта на поставку российского газа в 2009 году, Печерский суд проигнорировал убедительные свидетельства того, что упомянутые газовые договоренности были оформлены в строгом соответствии с законодательством России и Украины и применимыми нормами международного права.

Не можем в этой связи не отметить и очевидный антироссийский подтекст во всей этой истории. По сути дела Ю. В. Тимошенко судили за действующие и никем не отмененные юридически обязывающие соглашения между ОАО „Газпром“ и НАК „Нафтогаз Украины“… Договоры должны выполняться. 11 октября 2011 года».
18 октября 2011 года, в Донецке, президент РФ Медведев впервые высказался относительно «приговора Тимошенко» (на совместной пресс-конференции с Януковичем): «Я хотел бы… чтобы у тех приговоров, которые постановляются судом, не было политического или антироссийского измерения».

### Оценки «российской оппозиции»
- Борис Немцов (который с 2005 года критиковал премьера Тимошенко за недостаточный «либерализм в экономике») занял не совсем ясную позицию — его радует сам факт «суда над высшими чиновниками»[284] и он мечтает о таком же в России.[284] Но в то же время он считает, что «дело Тимошенко по газу-2009» является полностью надуманным: «Значит, Путин занес ей денег?… я не верю, что она брала деньги вообще и на этом контракте в частности».[56] Также Немцов уже несколько раз озвучивал предложение, чтобы в случае суда над Тимошенко — это должен быть «суд присяжных».[284]
- Борис Березовский (который в 2004—2005 был на стороне Тимошенко; а на президентских выборах-2010 хотя и был за Тимошенко, но считал её «таким же злом как Янукович»)[285] — теперь в очередной раз подкорректировал своё отношение к Тимошенко; и после попытки её ареста 24.5.2011 — Березовский заявил: «Теперь я знаю имя следующего президента Украины. Это — Юлия Владимировна Тимошенко… То, что сегодня произошло — это безусловная победа Юлии Тимошенко. Вся эта ситуация стратегически означает поражение существующего в Украине режима».[286]

## Оценка «уголовных дел против КабМина Тимошенко» оппозиционными партиями Украины
На Украине есть «объединённая оппозиция (под руководством Тимошенко)»; и «разрозненная часть оппозиции» — это политики и партии (с рейтингом в 1 % — 2 %), которые ранее были объединены вокруг Ющенко, но разъединились по причине падения авторитета Ющенко. Понятно, что «объединённая оппозиция» всячески поддерживает Тимошенко — относительно заведённых против неё уголовных дел. А «разрозненная часть оппозиции» пассивна, а лично Ющенко — продолжает лоббировать интересы РосУкрЭнерго и не протестует против «преследования Тимошенко и её КабМина» (как в «деле о газовых контрактах с Россией-2009», так и по другим делам):
- «Недавно (в апреле 2011) 11 партий и организаций протестовали против Харьковских соглашений — словно демонстрируя единство оппозиции». Но «Юрия Луценко поддержала ТОЛЬКО Юлия Тимошенко… Теперь — ТОЛЬКО Юлия Тимошенко защищает репрессированных Диденко, Макаренко, Шепитько». Лидеры «малой оппозиции» тихонько выжидают — «Этих лидеров „оппозиции“ можно назвать поименно: Юрий Костенко (УНП), Вячеслав Кириленко („За Украину“), Арсений Яценюк („Фронт перемен“), Анатолий Гриценко („Гражданская позиция“), Виктор Ющенко („Наша Украина“), Олег Тягнибок („Свобода“)». А экс-министр обороны «настоящий полковник» Анатолий Гриценко — скорее похож на «настоящего мошенника» из песни Аллы Пугачёвой. «Судебный процесс (над Тимошенко) намного увеличит число сторонников Юлии Тимошенко — и окончательно сотрёт с политической арены „малую оппозицию“».[287]

30 июня 2011 Ющенко (пребывая во Львове) вновь заявил (после года молчания на эту тему), что «Янукович и Тимошенко — самые успешные проекты Кремля» — эта тема (борьба Ющенко против Тимошенко на Западной Украине, что существенно помогало Януковичу) была главной в выступлениях Ющенко на «президентских выборах-2010». Такая позиция Ющенко — вероятно, связана с тем, что «РосУкрЭнерго» (против которого судится Тимошенко) пресса называла «чёрной кассой Ющенко».
Эксперт из России Фёдор Яковлев считает: «кроме Тимошенко, все остальные „оппозиционеры“ находятся под контролем ПР».
Сама Тимошенко, не особенно надеется на поддержку Ющенко и «примыкающей к нему оппозиции»: «Все, кто хотел объединиться — уже объединились (27.8.2010)… Весь раздор в демократическом лагере, который остался, хорошо оплачен окружением Януковича. Грязные деньги сегодня умножают все новые и новые „третьи силы“. Сегодня их финансируют, им дают каналы телевидения, их объявляют „конструктивными оппозициями“, дают государственные награды „За услуги“, и они отрабатывают».
Однако, в политике Украины — с осени-2010 появилась новая сила — это довольно мощное движение «малых и средних предпринимателей», которые протестуют против весьма тяжёлого «нового Налогового Кодекса», «новых Трудового и Пенсионного Кодексов». Осенью-2010 это движение организовало выступления по всей Украине; которые закончились «Налоговым майданом» (22.11.2010 — 3.12.2011)[уточнить], добившимся отмены «наиболее тяжёлых положений „нового Налогового Кодекса“». Лидер «Налогового Майдана» Александр Данилюк поддержал Тимошенко в день начала суда 24.6.2011 (см. на Youtube).

### Заявления оппозиции об «узурпации власти Януковичем»
Оппозиция считает, что чрезмерная концентрация власти в руках «администрации Януковича» — привела к «управляемым судам» и началу репрессий против оппозиции. В ходе «суда над Тимошенко и её соратниками» — они обвиняют Януковича в «узурпации власти» (отмена «Конституции Украины» решением Конституционного Суда от 30.9.2010; и создание «правительства Азарова» в марте-2010, вопреки действовавшей Конституции). Во время суда над Тимошенко — депутат от БЮТ Забзалюк заявил:

— «Сегодня (июль 2011) мы с вами являемся свидетелями большого преступления. Фактически речь идёт об антиконституционном перевороте, об узурпации власти в Украине криминальной олигархией… Поэтому, когда в Украине заработает демократия… Янукович будет отвечать не за то, что он грабил наше государство, а за отдачу преступных приказов против Конституции».

## Оценка «уголовных дел против КабМина Тимошенко» общественностью Украины
Творческие союзы Украины (в первую очередь «союз писателей») традиционно стоят на национал-демократических позициях. В частности, 29.07.2011 было опубликовано «открытое письмо в поддержку Тимошенко», которое подписали 29 известных представителей интеллигенции Украины (Юрий Андрухович, Сергей Жадан, Ирэна Карпа, Левко Лукьяненко, Юрий Мушкетик, Ирен Роздобудько, Дмитрий Павлычко, Василий Шкляр, и другие):
- «Это не суд. И даже не судилище. Это — фарс… Мы требуем от властей закрыть дела против Юлии Тимошенко, освободить Юрия Луценко и других политзаключенных».[295]

Но уже 4 августа 2011 года СМИ Украины сообщили, что якобы «иные представители интеллигенции» призвали Януковича «продолжить борьбу с коррупцией» (без конкретизации имён «коррупционеров»). Однако, в тот же день «инициатор письма» Ольга Богомолец заявила, что она не писала такого письма Януковичу, но писала Януковичу совершенно иные письма о коррупции в текущем 2011 году (в письмах речь шла об «уничтожении объектов культуры, музея, больницы» в течение последнего года, с указанием фамилий и фактов). Богомолец принесла в газету «Тиждень» копии своих «писем Януковичу». Второй подписант (ректор Киево-Могилянской академии Сергей Квит) заявил, что не видел полной версии текста.
18 августа 2011 года (после свидетельств Ющенко против Тимошенко) с открытым письмом выступила Лина Костенко (пожалуй, наиболее авторитетный поэт в современной Украине). Лина Костенко поздравила Тимошенко с «20-ти летием независимости Украины»; а в отдельном обращении — сатирически описала «парад на день независимости» на котором будут идти коррупционеры, и везти как добычу «серый автозак с Тимошенко».

### Оценки украинской диаспоры
Во время суда над Тимошенко, в Киеве проходил «Пятый Всемирный конгресс украинцев» (проводится с 1991 г.; считается, что он представляет 20 млн украинской диаспоры). Конгресс был приурочен к «20-ти летию независимости Украины». С трибуны конгресса — его лидеры сделали заявления (19.8.2011) относительно суда над Тимошенко:

— президент «Всемирного конгресса украинцев» Евгений Чолий: «Власть очерчивает этот суд как борьбу с коррупцией, а мир считает, что это борьба с оппозицией»;

— президент «Европейского конгресса украинцев» Ярослава Хортяни: «это не суд, а судилище не только над Юлией Тимошенко, а над украинским народом»; «Я обращаюсь к украинскому народу: станьте за себя, потому что после Юлии Тимошенко под суд пойдёт оппозиция, а после оппозиции весь украинский народ».
Во время открытие Конгресса (19.8.2011) на сцене стояли делегаты с лозунгом в поддержку Тимошенко. А речь министра иностранных дел Грищенко некоторые делегаты встретили криками «ганьба́!» (позор!). Президент и премьер-министр Украины, впервые за историю проведения «Всемирного конгресса украинцев», не почтили конгресс своим присутствием.
21 августа 2011 года Богдан Футей (пожизненный судья федерального округа Колумбия в Вашингтоне; известный представитель украинской диаспоры) побывал на суде над Тимошенко: «судебный процесс над Юлией Тимошенко напоминает цирк»; «То, что я видел, и анализируя происходящее, я думаю, что верховенство права на Украине в большой опасности».

## Оценка «уголовных дел против КабМина Тимошенко» властями Украины
Относительно «уголовных дел против Тимошенко, заведенных при президенте Януковиче» позиция ведущих деятелей власти — довольно сильно разнится:
- Президент Янукович: «„Юлия Тимошенко даже не пытается в суде защищаться в правовой плоскости. Стратегия её защиты — политическая“. Об этом заявил Президент в интервью в день Конституции (28.6.2011), данном избранным журналистам в Межигорье, месте своего фактического проживания».[303]
- Спикер парламента Литвин — 29.6.2011 сказал в интервью газете «Известия в Украине»: «„судебный процесс над экс-премьер-министром Юлией Тимошенко дискредитирует судебную систему“… По словам Литвина, с самого начала это дело вызвало международный резонанс… „Речь идет уже не столько о гипотетическом решении суда, сколько речь идет о борьбе за общественное мнение, в том числе и за пределами страны“, — добавил он. Вместе с тем, Литвин убежден, что Тимошенко не уйдет из политики. „Тимошенко была и будет“, — сказал он».[304]
- Министр юстиции Украины Лавринович — 29.6.2011 заявил в эфире «5 канала», что «решение Европейского суда по правам человека по „искам Юрия Луценко и Юлии Тимошенко“ — на Украине будут выполнены… „Всё, что будет установлено Европейским судом по правам человека, и будет установлено, что Украина сделала неправильно и в чём она должна сделать шаги по восстановлению прав гражданина — всё будет выполнено“, — заявил Лавринович».[305]
- Руководитель «Главного управления по гуманитарным и общественно-политическим вопросам Администрации Президента Украины» Анна Герман (в Администрации президента Януковича заведует также связями с прессой Запада, поскольку сама в 2003—2004 годах была директором Киевского бюро «Радио Свободная Европа — Радио Свобода») 20.9.2011 в эфире телеканала ICTV заявила об аресте Тимошенко: «Если бы я знала, кто принял такое решение [о аресте Тимошенко], я задушила бы его собственными руками».[306] Герман утверждала, что Януковича «подставили» арестом Тимошенко, когда Янукович был в отпуске (в Крыму): «Я верю и знаю, что справедливость в отношении Юлии Тимошенко будет найдена. Если она виновата — она вынуждена будет отвечать, если она не виновата — мы должны будем все попросить у неё прощения».[306] Это заявление необычно для Герман, которая неприязнено относится к Тимошенко — заявление прозвучало после саммита «Ялтинская европейская стратегия (YES)» (16-17.9.2011); во время визита Януковича в Нью-Йорк (на сессию ген. ассамблеи ООН, 20-23.9.2011).
- Премьер-министр Азаров во время встреч с представителями ЕвроСоюза на ежегодном саммите «Ялтинская европейская стратегия (YES)» (16-17.9.2011) заявил: «Такие глобальные серьёзные вопросы, как соглашения о зоне свободной торговле, об ассоциации [Украины и ЕвроСоюза], связывать с конкретным судебным процессом [против Тимошенко] не просто неправильно, а аморально».[307]
- Экс-посол в Беларуси (уволен в начале июня-2011) Роман Бессмертный заявил 29.6.2011: «Суд над Тимошенко — это политическая расправа»;[308] «Тимошенко станет пятым президентом Украины».[309]

## Жалобы в ЕСПЧ
14 декабря 2011 года Европейский суд по правам человека решил рассматривать жалобу Ю. Тимошенко за номером 49872/11 на нарушения статей 3, 5 и 18 ЕКПЧ, поданную 10 августа, в приоритетном порядке, и запросил мнение правительства Украины по данному делу.
30 апреля 2013 года суд решил, что содержание Тимошенко под стражей до суда было незаконным (в нарушение ст. 5 и 18 Европейской конвенции о правах человека), а условия содержания не нарушали требований статьи 3 той же конвенции; жалобу на несоответствие наблюдение за Тимошенко в больнице статье 8 ЕКПЧ суд не стал рассматривать по существу, так как не были исчерпаны все возможности обжалования на Украине. Жалобы Тимошенко по другим аспектам уголовного дела в её отношении выделены ЕСПЧ в отдельное производство (№ 65656/12), по которому решение не было вынесено по состоянию на апрель 2013 года. В июле 2013 года ЕСПЧ коммуницировал жалобу (затребовал у украинского правительства пояснения) по этому делу.

## Юридическая реабилитация
28 февраля 2014 года Киевский районный суд города Харькова закрыл производство по уголовному делу по ЕЭСУ в связи с отказом прокуроров от обвинения (за отсутствием состава преступления). Суд также сослался на решение Верховного Суда Украины, который в 2005 году подтвердил законность закрытия этого дела, и признал, что постановление экс-генпрокурора Виктора Пшонки об отмене данного решения Верховного Суда не отвечало законодательству. Суд также отменил постановление об аресте некоторого имущества Тимошенко.
В тот же день Верховная Рада Украины приняла закон «О реабилитации лиц на выполнение решений Европейского суда по правам человека», согласно которому Тимошенко была реабилитирована и восстановлена во всех правах.
Бывший первый заместитель Генпрокурора Ренат Кузьмин в эфире программы «Шустер LIVE» признал, что «фактов получения экс-премьер-министром Украины Юлией Тимошенко денег или других материальных ценностей, или коррупционных действий обнаружено не было».
14 апреля 2014 Верховный Суд Украины в ходе совместного заседания всех палат решением 42 из 48 судей закрыл «газовое» дело Юлии Тимошенко. 24 июня 2014 был обнародован полный текст этого решения, суд пришел к выводу об отсутствии по данному уголовному делу преступления. Таким образом, в «газовом» деле Юлии Тимошенко была поставлена точка.

## Мультимедийные материалы
- «Речь Ю. Тимошенко в первый день суда по „газовому делу РосУкрЭнерго“, 24.6.2011», часть 2, 3, 4.
- Митинг в поддержку Юлии Тимошенко (около Печерского суда, Киев, ул. Крещатик, 42-А), 24.06.2011.
- «Фирташ, Бойко, Хорошковский. 12 миллиардов кубов газа для РосУкрЭнерго. Было державное — стало приватное». 10 серия газового расследования программы «Знак восклицания» (укр. «Знак оклику»), Наталья Седлецкая. Телеканал «ТВі», ноябрь 2010. «Фирташгейт в вакууме», 8 серия. Телеканал «ТВі», ноябрь 2010. «Как лоббисты Фирташа обманывают страну» (газовая афера на 5 млрд дол.), 9 серия. Телеканал «ТВі», ноябрь 2010.
- 17 января 2009 года — Россия и Украина договорились о цене на газ на 2009 год. Владимир Путин: «в ближайшее время транзит (через Украину в Европу) будет восстановлен». «Мы дали поручение руководителям „Нафтогаза“ и Владимир Владимирович — руководителю „Газпрома“ до понедельника подготовить весь пакет документов и оформить всё так, как это было договорено сегодня на переговорах», — добавила премьер Украины Ю. Тимошенко. 19.1.2009. Украина в 2009-м купила у России «11 млрд м³ газа» на 1.7 млрд дол. 24.6.2010.
- «Журналист Портников об одном из мотивов „команды Януковича“ при возбуждении „газовых дел-2009“: играть против Путина, подыгрывая Медведеву». Телеканал «УТ-1», передача «Свобода слова» (Шустер Live), 20.05.2011.
- 7 июня 2011 — пресс-конференция Путина и Азарова после газовых переговоров. Первый канал России. «Путин — Азарову: у нас контракт есть, надо платить». Россия, вопреки требованиям Киева, не будет создавать особую «формулу ценообразования на газ» для Украины. 7.6.2011.
- 7 июня 2011 — Венедиктов («Эхо Москвы») о Тимошенко: «Тимошенко является единственной реальной политической угрозой для правящей партии. Никакого другого реального кандидата в президенты (от оппозиции)… в реальной перспективе на 10 лет не просматривается». «Совершенно очевидно, что действующая власть пытается при помощи уголовных преследований… испугать Тимошенко, посадить Тимошенко, дискредитировать Тимошенко». Радио «Эхо Москвы», 7.6.2011.